# Brousses-et-Villaret
Brousses-et-Villaret  est une commune française située dans le département de l'Aude en région Occitanie.
Sur le plan historique et culturel, la commune fait partie de la Montagne Noire, un massif montagneux constituant le rebord méridional du Massif central. Exposée à un climat océanique altéré, elle est drainée par la Dure, le Linon et par un autre cours d'eau.
Brousses-et-Villaret est une commune rurale qui compte 352 habitants en 2022, après avoir connu une forte hausse de la population depuis 1975. Elle fait partie de l'aire d'attraction de Carcassonne. Ses habitants sont appelés les Broularetois et ses habitantes les Broularetoises.
Petit village assis sur l'axe médian de la Montagne Noire, à quelques lieues de Carcassonne, il fait partie du Massif central.
La commune fut constituée en 1792, par le regroupement de deux hameaux Brousses et le Villaret distants de 2 km, auxquels s'est adjoint en 1970 le hameau du Rebombier situé à mi-chemin. Les plus anciennes citations des lieux remontent au IXe siècle pour Villaret, et au Xe siècle pour Brousses, le village a connu une économie florissante au XVIIIe siècle par ses nombreux moulins à papier et fabriques de draps.

## Géographie

### Localisation
Au cœur du pays cathare, Brousses-et-Villaret est située à une vingtaine de kilomètres au nord-ouest de Carcassonne, entre Saissac et Lastours. Au pied de la Montagne Noire, face aux Corbières (Pré-Pyrénées), la commune surplombe les vignobles du Cabardès.
Elle est constituée de deux villages principaux : Brousses et Le Villaret distants de 2 km et d'un hameau, le Rebombier (ou Rebombié) localisé entre les deux précédents. Ce dernier a été rattaché au cours des années 1970. Plusieurs fermes et lieux-dits isolés dépendent de la commune.
Le territoire de la commune est limitrophe de ceux de cinq autres communes :
Les communes limitrophes sont  Fontiers-Cabardès, Fraisse-Cabardès, Montolieu et Saint-Denis.
|             | Fontiers-Cabardès    |                                     |
| Saint-Denis | Brousses-et-Villaret | Cuxac-Cabardès (par un quadripoint) |
|             | Montolieu            | Fraisse-Cabardès                    |

### Géologie et relief
Recouverte par la mer jusqu'au Carbonifère, pour se former par plissement à l'époque du soulèvement du Massif central dont elle fait partie, la Montagne Noire est un classique de la géologie française issue d'un ancien massif hercynien (-360 à - 300 millions d'années). Le village se trouve sur la zone axiale du massif, à son extrémité sud-ouest. Cette zone est constituée par un ensemble de dômes gneissiques parsemés d'affleurements de granit. Ces affleurements sont visibles en de nombreux endroits aux alentours de Brousses.
Brousses-et-Villaret fait partie du Massif central. Son territoire au relief vallonné est caractérisé par des pentes douces successives, orientées sud-nord, qui s'élèvent de l'altitude de 229 m au sud à 599 m dans la partie septentrionale. Brousses se situe à une altitude moyenne de 400 m, Le Villaret est situé 100 m plus haut.
Brousses-et-Villaret se situe en zone de sismicité 1 (sismicité très faible).

### Hydrographie
La commune rattachée au bassin versant du Fresquel, est arrosée par deux cours d'eau principaux : la Dure et le Linon. Tous deux prennent leur source dans la Montagne Noire. La qualité des eaux et leur débit régulier ont permis d'utiliser depuis très longtemps leur énergie hydraulique. De nombreux moulins et usines furent implantés le long de leurs cours afin de moudre le grain, fabriquer du papier ou des tissus, à l'instar des manufactures royales de draps créées par Colbert en vue d'exporter leur production vers l'Orient.
La Dure prend sa source dans la forêt de Montaud entre le pic de la Miroulenque (1 006 m) et le pic du Therme Noir (1 031 m), sur la commune de Labruguière (Tarn) et coule du nord au sud. Ses premières eaux se nomment ruisseau des Corbières mais après quelques hectomètres, au niveau du village de Laprade, elles prennent le nom de Dure. Le cours d'eau dévale la pente et se jette dans le lac de Laprade basse. Après avoir traversé des gorges, puis successivement, Caudebronde et Cuxac-Cabardès et contourné Cazelles, la Dure traverse la commune à l'ouest de Brousses. Poursuivant son chemin, elle reçoit les eaux du Linon et va se jeter dans l'Alzeau à Montolieu au terme d'environ 30 km. La rivière aux eaux assagies prend alors le nom de Rougeanne et va grossir les eaux du Fresquel, un affluent de l'Aude avec qui il fait jonction après être passé sous le canal du Midi, près de Montredon.
Le Linon prend sa source dans la forêt domaniale de la Loubatière, au lieu-dit le Capsan, à 810 m d'altitude, non loin du barrage de Laprade-Basse alimenté par la Dure. Comme elle, il s'écoule du nord vers le sud. Son cours est situé sur la limite administrative ouest de la commune. Avant d'alimenter une retenue d'eau au lieu-dit Trabex de la Baïcho, il reçoit les eaux de deux ruisseaux : le premier sans nom, le second appelé le ruisseau de L'Aiguille. Poursuivant sa descente au cœur d'un profond talweg, il contourne Fontiers-Cabardès et passe à proximité de Saint-Denis. Au lieu-dit Le Moulin, une prise d'eau détourne une partie de ses eaux pour alimenter Le Villaret, puis elles retournent au Linon en aval du village. Après être passé à l'ouest du Villaret, il se jette dans la Dure au lieu-dit la forge après un parcours d'environ 10 km.
Le ruisseau de la Dussaude prend sa source au sud du lieu-dit Saint-Michel ; il est en partie alimenté par la fontaine Saint-Michel. Il s'écoule d'est en ouest pour rejoindre la Dure non loin du lieu-dit Terre d'Andine.

### Voies de communication et transports
Brousses-et-Villaret se trouve sur la RD 103, axe est-ouest qui relie la RD 118 (axe nord-sud, Mazamet-Carcassonne) et Saissac. La RD 203 traverse la commune du nord au sud reliant Fraisse-Cabardès à Fontiers-Cabardès. La RD 48, rejoint la RD 203 au sud de Brousses et permet d'accéder à la RN 113 (axe Carcassonne - Toulouse) à l'entrée de Pezens.
Les transports en commun routiers sont assurés par une liaison quotidienne en bus entre la commune et Carcassonne (20 km).
Aucune voie ferrée ne passe à proximité, la gare importante la plus proche est celle de Carcassonne.
L'aéroport de Carcassonne-Salvaza se trouve à une vingtaine de kilomètres. Il offre des liaisons quotidiennes en direction de Charleroi en Belgique et plusieurs par semaine vers quelques aéroports britanniques. La liaison la plus empruntée est celle de Stansted à quelques kilomètres de Londres.
Originalité de la région, il est possible de louer des embarcations pour naviguer sur le canal du Midi qui passe à une dizaine de kilomètres.

### Climat
Pour des articles plus généraux, voir Climat de l'Occitanie et Climat de l'Aude.
En 2010, le climat de la commune est de type climat océanique altéré, selon une étude s'appuyant sur une série de données couvrant la période 1971-2000. En 2020, Météo-France publie une typologie des climats de la France métropolitaine dans laquelle la commune est toujours exposée à un climat océanique altéré et est dans la région climatique Aquitaine, Gascogne, caractérisée par une pluviométrie abondante au printemps, modérée en automne, un faible ensoleillement au printemps, un été chaud (19,5 °C), des vents faibles, des brouillards fréquents en automne et en hiver et des orages fréquents en été (15 à 20 jours).
Pour la période 1971-2000, la température annuelle moyenne est de 12,4 °C, avec  une amplitude thermique annuelle de 15,5 °C. Le cumul annuel moyen de précipitations est de 1 035 mm, avec 10,8 jours de précipitations en janvier et 6 jours en juillet. Pour la période 1991-2020 la température moyenne annuelle observée sur la station météorologique la plus proche, située sur la commune des Martys à 9 km à vol d'oiseau, est de 10,2 °C et le cumul annuel moyen de précipitations est de 1 365,7 mm,. Pour l'avenir, les paramètres climatiques de la commune estimés pour 2050 selon différents scénarios d’émission de gaz à effet de serre sont consultables sur un site dédié publié par Météo-France en novembre 2022.

## Urbanisme

### Typologie
Au 1er janvier 2024, Brousses-et-Villaret est catégorisée commune rurale à habitat dispersé, selon la nouvelle grille communale de densité à 7 niveaux définie par l'Insee en 2022.
Elle est située hors unité urbaine. Par ailleurs la commune fait partie de l'aire d'attraction de Carcassonne, dont elle est une commune de la couronne,. Cette aire, qui regroupe 115 communes, est catégorisée dans les aires de 50 000 à moins de 200 000 habitants,.

### Occupation des sols
L'occupation des sols de la commune, telle qu'elle ressort de la base de données européenne d’occupation biophysique des sols Corine Land Cover (CLC), est marquée par l'importance des territoires agricoles (60,2 % en 2018), une proportion identique à celle de 1990 (60,2 %). La répartition détaillée en 2018 est la suivante : forêts (39,8 %), zones agricoles hétérogènes (33,9 %), prairies (17,2 %), terres arables (9 %), zones urbanisées (0,1 %). L'évolution de l’occupation des sols de la commune et de ses infrastructures peut être observée sur les différentes représentations cartographiques du territoire : la carte de Cassini (XVIIIe siècle), la carte d'état-major (1820-1866) et les cartes ou photos aériennes de l'IGN pour la période actuelle (1950 à aujourd'hui).

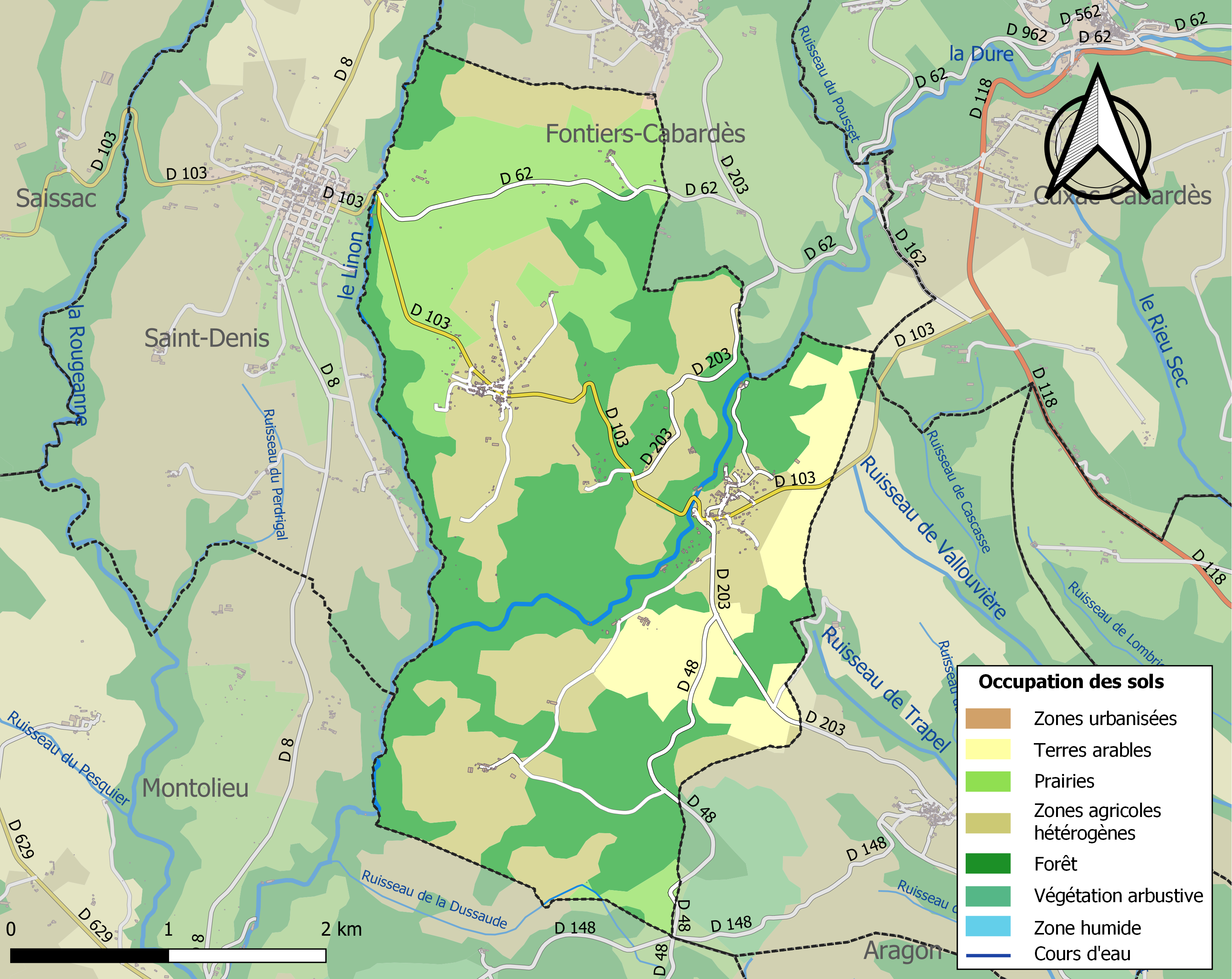
Carte des infrastructures et de l'occupation des sols de la commune en 2018 (CLC).

### Morphologie urbaine
La commune est composée de deux hameaux principaux distants de 2 km et d'un troisième de moindre importance situé entre les deux précédents. Il faut y ajouter plusieurs fermes isolées. L'habitat clairsemé même au sein des hameaux, laisse de grands espaces vierges. On trouve même un étang au centre du Villaret. L'habitat collectif y est infime (3 %) la majorité des habitations est constituée de maisons individuelles pourvues généralement d'un jardin.

### Logement
En 2017 la commune comptait  251 logements :
| Types de logements                               | Quantité | Pourcentage |
| ------------------------------------------------ | -------- | ----------- |
| résidences principales                           | 159      | 63,2 %      |
| résidences secondaires et logements occasionnels | 84       | 33,5 %      |
| llogements vacants                               | 8        | 3,3 %       |
| Total                                            | 251      | 100 %       |

Le parc de logements est assez ancien. La date d'achèvement est antérieure à 1945 pour 45 % des logements et de 68,6 % à plus de trente ans.
| Date d'achèvement  | Quantité | Pourcentage |
| ------------------ | -------- | ----------- |
| avant 1945         | 45       | 28,8 %      |
| entre 1946 et 1970 | 23       | 14,7 %      |
| entre 1971 et 1990 | 39       | 25 %        |
| 1991et après       | 49       | 31.5 %      |

### Projets d'aménagement
En 2014, un projet d'implantation de cinq éoliennes fut à l'étude sur la commune (deux mâts) conjointement avec le village voisin de Fraïsse-Cabardès (trois mâts). Celui-ci porté par la PME audoise "Soleil du Midi Développement (SDM)", n'obtint pas l'adhésion de la population. Le projet fut donc abandonné.
Depuis 2021 un projet de création de centrale photovoltaïque est en cours à la suite d'une candidature spontanée et de la publicité qui en a découlé. Actuellement le projet en est à la négociation de la promesse de bail.

### Risques majeurs
Du fait de sa situation au milieu d'un massif forestier dense (40 % du territoire), son climat sec et chaud l'été, le risque d'incendie est important. La commune est répertoriée à l'inventaire départemental des risques majeurs : Feu avec enjeu humain.
La commune est aussi inscrite à l'inventaire pour le risque d'Inondation avec enjeu humain du fait de la traversée de Brousses par une rivière torrentueuse, la Dure.
Le département de l'Aude présente une vulnérabilité particulière aux inondations si l'on considère le nombre des communes pour lesquelles un tel risque a été identifié (219). Un diagnostic récemment effectué par le Ministère de l'aménagement du territoire et de l'environnement le situe parmi les départements les plus exposés par le nombre des communes soumises à un risque fort ou très fort d'inondation.
De tels phénomènes, revêtant un caractère de gravité exceptionnelle, s'y produisent périodiquement. Ce fut le cas notamment en 1940, 1962, 1966, 1970, 1986 et, plus récemment, les 26 et 27 septembre 1992, du 7 au 11 décembre 1996, et enfin les 12 et 13 novembre 1999. Cette dernière inondation a provoqué la mort ou la disparition de plus de 25 personnes. Et encore plus proche, la tempête Klaus a provoqué de nombreux dégâts dans le département.
Depuis octobre 2018, la commune a subi 3 épisodes de type "méditerranéens" qui provoquèrent de fortes précipitations entraînant des inondations par ruissellement. Ce fut le cas en octobre 2018, en octobre 2019 et en mai 2020.
Les derniers arrêtés de catastrophe naturelle pris pour la commune sont:
| Nature                                                                      | Date de début | Date de fin | Date arrêté | J.O. du    |
| --------------------------------------------------------------------------- | ------------- | ----------- | ----------- | ---------- |
| Tempête                                                                     | 06/11/1982    | 10/11/1982  | 18/11/1982  | 19/11/1982 |
| Inondations, coulées de boue et effets exceptionnels dus aux précipitations | 22/01/1992    | 25/01/1992  | 15/07/1992  | 24/09/1992 |
| Inondations, coulées de boue et effets exceptionnels dus aux précipitations | 12/11/1999    | 14/11/1999  | 17/11/1999  | 18/11/1999 |
| Tempête Klaus qui a balayé tout le sud de la France                         | 24/01/2009    | 25/01/2009  | 26/01/2009  | 27/01/2009 |
| Inondations, coulées de boue et effets exceptionnels dus aux précipitations | 14/10/2018    | 15/10/2018  | 17/10/2018  | 18/10/2018 |

## Toponymie

### Le village de Brousses
D'après le géographe André Pégorier, une « Brousse » est un lieu inculte et couvert de « broussailles ». On trouve la trace de Brousses en 934 sous le nom de Bruciae, Brucia mais celui-ci évolue au fil du temps : Broxas en 950, Brocis en 1249 qui est très voisin de Broce : « Broussaille en ancien français », Brossis en 1377, et enfin « Brousses » en 1781.
Dans les documents d'époque, on peut retrouver d'autres appellations telles que Brocine, Brossae, Broxae et en version vulgaire Broussos, qui est le pluriel de Brousso : « Broussaille, Bruyère » en occitan.

### Le village du Villaret
La première mention du « Villaret » (le hameau, le petit village) date de 889 : Villare sancti Stephani, puis en 950 Villareleto, Villario en 1249, Villarium prope sanctum dyonisium en 1347, en 1641 Villar en Cabardès et enfin Villaret en 1781. On trouve aussi d'autres appellations : Villaretum, Villarium, Vilaret. Toutes ses appellations successives ont la même racine : « Vilar » qui se traduit par : Village ou Grange. En occitan, Vilar veut dire petite ferme, on peut donc traduire Villaret par hameau de 10 à 12 feux.

### La commune unifiée de Brousses-et-Villaret
Le nom actuel de Brousses-et-Villaret date de l'union de Brousses et du Villaret en 1792. On peut lire parfois Brousse sans le S  final, ainsi que Vilaret sans le deuxième L. Les anciens, prononçaient en occitan « Brossas e Vilaret » .

### Les moulins
La présence de la Dure et de ses eaux au débit régulier a permis la construction de nombreux moulins le long de son cours à partir de la fin du XVIIe siècle. Ces moulins furent en majorité affectés à la fabrication de papier destiné à l'emballage des tissus produits par les manufactures royales de drap que Colbert fit construire pour les tissus destinés à l'exportation en Orient.
- L'usine hydro-électrique Journet : ancienne papeterie de la famille Journet construite en 1831, elle possédait l'une des premières machines à papier d'Europe. En 1905, elle fut transformée en usine hydro-électrique et alimenta précocement en électricité le canton de Saissac.
- Le clos du petit Sidobre : emplacement du premier moulin à papier de Brousses créé en 1698 par la famille Polère, d'origine provençale.
- La Fabrique : papeterie construite en 1835, elle ferma définitivement en 1904.
- Le Martinet : construit en 1815, cette ancienne forge est devenue un moulin à papier en 1860. Aujourd'hui en ruine, son béal est conservé.
- Le moulin à farine : en activité jusqu'en 1975, son système hydraulique est en excellent état (roue horizontale).
- Le moulin de Cambou : construit à la fin du XVIIIe siècle, il est le seul en activité et perpétue la fabrication traditionnelle du papier à la main[18].
- Le moulin de Caténat : son existence est attestée dès 1775. À l'origine moulin à farine, il devint ensuite une annexe de la fabrique ou étaient traités les chiffons qui servaient de base à la pâte à papier. Il n'est plus en activité.
- Le moulin de Chaïla (ou Chayla) : moulin à papier crée en 1860, papeterie sur la Dure en 1912[19], actuellement en ruine.

### Autres lieux-dits
D'après l'abbé Sabarthès, les lieux-dits existants encore en 1912 sont :
- la Bouriette, ou la Boriette, ferme ;
- Carrière, hameau ;
- le Chalet de Brousses, château moderne et ferme ;
- Lautier-Haut et Lautier-Bas, fermes ;
- le Mazet, bergerie. C'est aujourd'hui une ferme qui comporte une pralinerie ;
- Montplaisir, ferme et ancienne usine sur le Lignon ; Victoriagum en 1011, la Vitarelle XVIIIe siècle ;
- Païrin, Payrin, Pairin en 1781 ;
- Pennavaire, ferme ;
- le Rebombier, ou le Rebombié, ferme devenue aujourd'hui un hameau ;
- la Rafanelle, ferme.

## Histoire

### Origines
Les origines des hameaux de Brousses et du Villaret : le lieu de Brousses qui était du domaine direct des comtes de Carcassonne, fut donné par Alfred II (an 954) à l'abbaye Saint-Jean de Mallast de Montolieu , qui le posséda jusqu'à la Révolution de 1789. En 950, dans la bulle du pape Agaget, l'église Saint-Étienne du Villaret (Villareto cum ecclesia S Stephani) est énumérée parmi les possessions confirmées au monastère de Montolieu. Ceux-ci furent réunis au sein de la même commune dans les premières années de la Révolution française. Toutefois, les découvertes archéologiques et la riche histoire régionale laissent à penser que le territoire communal fut très tôt le théâtre d'une occupation humaine.

### Préhistoire

#### Paléolithique
Les premiers indices de présence humaine datent d'environ 1 500 000 ans[réf. nécessaire]. Ils furent découverts sur le plateau de Grazaille, non loin de Carcassonne, sous la forme de percuteurs et d'outils travaillés. Un peu plus au sud, la découverte de l'homme de Tautavel qui serait âgé d'environ 450 000 ans apporte la preuve de cette présence.
L'arrivée de l'homme moderne est situé dans la région autour de 30 000-35 000 ans. Durant la période magdalénienne, de nombreuses grottes de la région sont habitées voire ornées par l'Homme.

#### Néolithique
À partir du milieu du Ve millénaire avant notre ère, on constate le premier peuplement organisé dans la région carcassonnaise, qui correspond à la première mise en valeur agricole du fertile terroir alluvial.
Au IVe millénaire, le premier site fortifié, celui d'Auriac, se développe. Il révèle une économie d'échanges déjà fortement développée qui se maintiendra sur les grands sites de Cavanac.
La fin des temps néolithiques est marquée par la réalisation d'enceintes monumentales et l'apparition du mégalithisme qui témoignent de l'importance des activités cultuelles et cérémonielles dans des sociétés en cours de hiérarchisation. Le Carcassès acquiert dès lors un rôle stratégique sur l'axe de transit entre la Méditerranée et l'Atlantique. Il donnera lieu vers la fin de l'âge du bronze à la création d'une des plus grandes agglomérations connues dans le Midi de la France, celle de Carsac, ancêtre de la cité de Carcassonne, entre le IXe et le VIIe siècle avant notre ère.
C'est sur cette butte, dominant le cours de l'Atax (l'Aude) que s'établirent les peuplades de la fin de l'âge du bronze. Un siècle après, l'habitat ceinturé de fossés, agrandi, couvre une superficie d'environ 25 ha. C'est alors l'une des plus grandes localités de la Gaule du Sud. Elle abritait sans doute une population conséquente si l'on en juge d'après la densité de silos décomptés sur la partie sommitale du site. Dans le courant du VIe siècle av. J.-C., l'habitat est abandonné et les populations s'installent sur la butte voisine de la Cité.
Dans la Montagne Noire, des mines d'extraction de minerai furent exploitées dès l'âge du bronze faisant de celle-ci un centre économique. Les échanges s'intensifièrent avec l'âge du fer. Sur le site du Grand Ferrier aux Martys, non loin de Brousses, des recherches archéologiques dirigées par Claude Domergue du CNRS à partir de 1972, ont permis de démontrer qu'une activité sidérurgique existait sur le site de la première moitié du Ier siècle avant notre ère, jusqu'au IIIe siècle,.

### L'antiquité

#### L'époque romaine

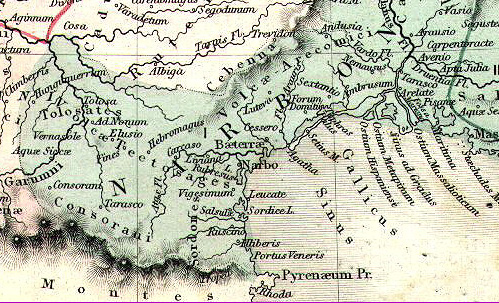
Carte de l'emprise romaine en Languedoc par A.H. Dufour, 1846 : la Gaule sous l'Empire romain.

Environ trois siècles avant notre ère, le Sud de la France est occupé par les Volques (ou Volces) peuple celte originaire du Danube, les Tectosages à l'ouest dans la région située entre Toulouse et Narbonne (Atacins) et les Arécomiques à l'est, dans région de Nîmes. Le Languedoc fait alors partie de la Gaule Braccata (ceux qui portent des braies).
En 118 av. J.-C., les Romains conquièrent la région et fondent la Colonia Narbo Martius, l'actuelle Narbonne (Narbo est le terme local pour le nom du fleuve qui l'arrose, Martius car la colonie est dédiée au dieu Mars). Un proconsul, Gnaeus Domitius Ahenobarbus, est chargé de l'administrer. La ville deviendra la capitale de la province, appelée Gaule narbonnaise. Par la suite, Carcassonne devient le chef-lieu de la Colonia Julia Carcaso ; la ville est un centre administratif fortifié sur la voie romaine qui relie Toulouse à Narbonne.
Dans l'Aude, cette voie passe par Sostomagus (Castelnaudary) puis Hebromagus ou Ebromagus ou Eburomagus (Bram) ensuite Ad Caedros (Caux-et-Sauzens) et la Colonia Julia Carcaso Carcasum Nolanum Tectosagum (Carcassonne). Cette voie qui se situe à cinq lieues de Brousses (environ 10 km) permet les échanges commerciaux entre les deux cités dont le vin d'Italie est l'une des principales marchandises. Les Romains introduisent alors la vigne, sur les pentes de la Montagne Noire, et exploitent des mines de fer et autres minéraux, dont les fours sont alimentés par les arbres des forêts de chênes et de hêtres comme en témoignent les fouilles des villas romaines découvertes dans les communes voisines de Brousses, Saint-Denis et Laprade en Cabardès. Le site sidérurgique des Martys qui a commencé à produire au milieu du Ier siècle, était alors en pleine exploitation. Il fonctionnera jusqu'au début du IIIe siècle. Des vestiges gallo-romains datant de cette époque ont été découverts sur la commune de Montolieu mais aussi sur le territoire de Brousses-et-Villaret. En effet en 1974, M. Christian Landes a effectué un sondage stratigraphique entre les domaines de "Roc de Vié" et "La Raffanelle ", parcelle cadastrale A 471. Les restes d'une importante construction bien datée par le matériel découvert de la fin du Ier siècle av. J.-C. et de la première moitié du Ier siècle ont été mis au jour.

#### Les invasions barbares
Entre 406 et 409, les Vandales, peuple germain composé des Hasdings et des Silings, associés aux Alains et aux Suèves, traversent la Gaule en direction de l'Espagne et ravagent la région. Trois ans plus tard en 412, les Wisigoths qui viennent de piller l'Italie ravagent à leur tour la région et s'emparent de Narbonne puis de Carcassonne.
Ces différentes invasions de la région, qui était l'une des plus florissantes de la Gaule, sous l'Empire romain, « causèrent la décadence des Lettres. Les écoles furent abandonnées, les monuments renversés ou consumés par les flammes. Le goût des Beaux-Arts, de la littérature, fut oublié ; des mœurs sauvages et cruelles, une affreuse superstition, remplacèrent la politesse, l'urbanité, et les sciences ; des opinions bizarres et honteuses succédèrent à la raison, la justice ; les ténèbres de l'ignorance couvrirent dans peu de temps, pour plusieurs siècles, l'Empire d'Occident ; et ce fut l'ouvrage de quelques brigands ». En effet les écoles de Narbonne et Toulouse, réputées sous le temps des empereurs romains, furent abandonnées sous le règne des Wisigoths.
Un contemporain, saint Prosper, décrit l'invasion en ces mots : « Depuis dix ans, les Vandales et les Goths font de nous cruelle boucherie ; les châteaux bâtis, les bourgs situés sur les plus hautes montagnes, n'ont pu garantir leurs habitants de la fureur de ces barbares ; et l'on a été partout exposé aux dernières calamités : ils n'ont épargné ni le sacré ni le profane, ni la faiblesse de l'âge, ni celle du sexe ; les hommes, les enfants, les gens de la lie du peuple, et les personnes les plus considérables, tous ont été, sans distinction, les victimes de leur glaive. Ils ont brûlé les temples dont ils ont pillé les vases sacrés ; et n'ont respecté ni la sainteté des vierges, ni la piété des veuves. Les solitaires n'ont pas éprouvé un meilleur sort ; c'est une tempête qui a emporté les bons et les mauvais, les innocents et les coupables, etc. ».
Néanmoins, les Wisigoths cohabitent avec les Romains dans une paix relative.

### Le Moyen Âge

#### Les invasions barbares (suite)
Cependant, Clovis, roi des Francs, repousse les Wisigoths vers l'Espagne après leur défaite à la bataille de Vouillé en 507. Les Francs poursuivent leur avancée et pénètrent en Septimanie. Mais ils sont à leur tour repoussés en 508 après leur défaite d'Arles face aux Ostrogoths de Théodoric le Grand venu au secours des Wisigoths.
En 719, une armée de Sarrasins commandée par Al-Samh ibn Malik al-Khawlani, wali (gouverneur) de la péninsule ibérique, envahit la région, dévastant, brulant et massacrant tout sur son passage. Elle s'empare de Narbonne en 721. Mais Al-Samh ibn Malik al-Khawlan est battu et tué lors de la bataille de Toulouse par le duc Eudes d'Aquitaine qui est venu défendre Toulouse assiégée à la tête d'une puissante armée de Francs. Il met en déroute les troupes sarrasines leur infligeant de lourdes pertes (3 750 morts).
Les Sarrasins prennent la fuite, et se réfugient à Narbonne. Mais ils reviennent bientôt, avec de nouvelles forces, commandés par le nouveau wali, Anbassa ibn Suhaym al-Kalbi alias Ambiza. Celui-ci s'empare de toute la région dont Carcassonne en 725, mais il sera battu par Eudes d'Aquitaine qui le tuera sans parvenir à chasser les Sarrasins du Narbonnais.
Charles Martel entreprend à son tour, mais sans succès de les chasser de la province. Pépin le Bref son fils libère la ville de Carcassonne en 759 et repousse les Sarrasins vers l'Espagne après les avoir défaits près de Narbonne. Les Arabes tentent à nouveau d'envahir le Sud de la France en 793, mais Charlemagne les bat une nouvelle fois lors d'une bataille dans la région de Narbonne.

#### Brousses et le Villaret auxIXeetXesiècles

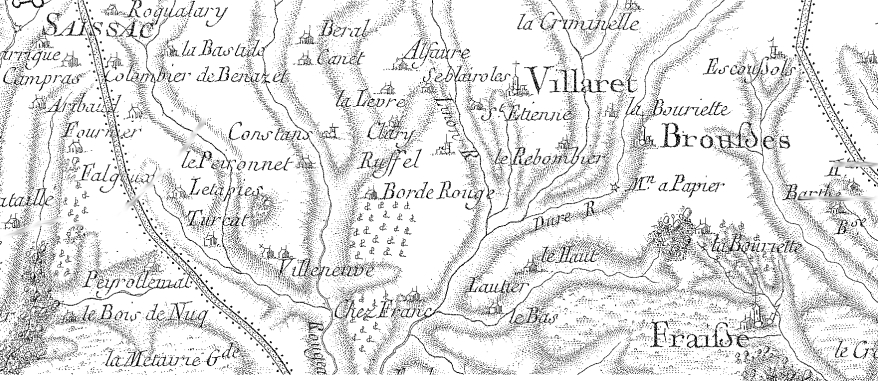
Carte de Brousses-et-Villaret, d'après Cassini XVIIIe siècle.

La fondation de l'abbaye bénédictine de Montolieu date de 798. Elle est dédiée à saint Jean-Baptiste. Le 13 juin 889, par une charte établie à Saint-Mesmin, le roi Eudes confirme l'appartenance du Villaret à cette abbaye.
À la mort de Charles le Chauve, en 877, le Languedoc est divisé en quinze comtés qui dépendent de différents duchés ou gouvernements généraux. Insensiblement, ces gouverneurs particuliers, connus sous les noms de ducs, comtes, vicomtes, marquis, etc., usurpent les droits régaliens.
Les comtes de Toulouse avaient la suzeraineté sur le comté de Carcassonne.
La plus ancienne mention de Brousses date du milieu du Xe siècle. Jusqu'en 954, le hameau appartient aux comtes de Carcassonne ; à cette date, le hameau est donné à l'abbaye Saint-Jean-Baptiste de Valseguier de Montolieu. La cure de Brousses est alors « à la présentation de l'abbé de Montolieu seigneur en toute justice ». La fondation de la ville voisine de Montolieu date du 25 juin 1146. En 1159, Henri II d'Angleterre tente d'envahir le Languedoc, mais il est arrêté devant Toulouse.

#### La tragédie cathare dans le Carcasès
À cette époque, le catharisme connaît une expansion remarquable en Languedoc. Il s'infiltre aussi bien chez les plus humbles que dans l'aristocratie locale. Malgré les persécutions, cette hérésie s'implante fortement dans la région, notamment à Montolieu et Saissac. Lors du concile de Tours en 1163, on commence à s'inquiéter de l'hérésie cathare. Deux ans plus tard, un colloque oppose cathares et catholiques à Albi. C'est très certainement à partir de celui-ci que l'on appela les hérétiques : les Albigeois.
Bien que le clergé, en particulier l'abbé de l'abbaye Saint-Jean de Valseguier, seigneur temporel de Montolieu, s'oppose par tous les moyens aux prédications des Parfaits, la secte prospère bénéficiant si ce n'est de l'adhésion, du moins de la neutralité des seigneurs locaux.
En 1207, Raymond VI de Toulouse est excommunié pour sa passivité à l'égard des cathares.
Le 14 janvier 1208, le légat du pape Pierre de Castelnau est assassiné par un écuyer du comte de Toulouse. En réaction, le pape ordonne la croisade contre les Albigeois.
1209 marque le début de la croisade décidée par le pape Innocent III avec le consentement du roi de France Philippe Auguste, qui n'est pas mécontent de voir soumettre les seigneurs du Sud trop indépendants. Des armées venues du nord entreprennent la lutte contre les hérétiques.
Béziers tombe en juillet et la population est presque totalement massacrée.
Carcassonne est assiégée le 1er août 1209 et succombe le 15 sous le nombre et la chaleur de l'été : « Les Carcassonnais ne peuvent sortir pour aller prendre de l'eau aux fontaines et les puits de la ville sont taris par l'été. La maladie commence à faire des ravages. Les maisons encombrées retentissent des pleurs des enfants et des lamentations des femmes. Le bétail écorché pour nourrir toute cette population commence à se putréfier et à dégager une odeur épouvantable. Des nuées de mouches tournoient sur la ville et tourmentent tout le monde ».
Raimond-Roger Trencavel vicomte de Carcassonne, est fait prisonnier ; il meurt trois mois plus tard dans sa geôle. Concernant les conditions de sa capture, les versions diffèrent selon les rapporteurs (selon qu'ils sont catholiques ou favorables au catharisme) : l'une prétend qu'il se serait offert en otage pour éviter à sa ville et son peuple de subir le même sort que Béziers, l'autre avance qu'il a été retenu prisonnier lorsqu'il est venu parlementer pour négocier la reddition de sa ville. Les habitants évacuent la ville « nus » c'est-à-dire en braies et en chemises, abandonnant leurs biens aux vainqueurs.
Simon de Montfort qui a pris le commandement militaire de la croisade après la prise de Carcassonne accepte les biens confisqués aux Trencavel et soumet le pays à sa loi. Ainsi Montolieu doit se soumettre au nouveau maître de la région qui confisque la plupart des biens des seigneurs locaux accusés d'hérésie et de lui avoir résisté. La croisade dura une vingtaine d'années durant lesquelles la région fut soumise à l'inquisition mise en place dans chaque paroisse dans un premier temps par les évêques.
Mais en 1233, le pape Grégoire IX instaure l'inquisition dominicaine. À Montolieu la révolte menace, devant certains abus d'autorité de la souveraineté royale et du pouvoir religieux. En 1240, Raymond Trencavel tente de reprendre ses terres et entre en lutte contre les troupes royales. Des envoyés de la ville de Montolieu prêtent alors serment de fidélité au vicomte sous les remparts de Carcassonne assiégée. Louis IX envoie une armée pour porter secours aux assiégés, Trencavel comprenant que la cause est perdue lève le siège et s'enfuit à Montréal. Les Bayles et les Viguiers firent rentrer les hameaux, les villages et les bourgs révoltés dans l'obéissance. En 1237, Jeanne de Toulouse, fille de Raymond VII comte de Toulouse, épouse Alphonse de Poitiers, frère du roi de France Louis IX dit Saint Louis. Cette union permettra à sa mort d'unir le Languedoc à la couronne de France.
Montolieu fut prise à l'hiver 1240-1241 et livrée aux flammes.
Par la suite, Pierre de Grave, chevalier, seigneur de Peyriac, fut un des seigneurs qui, le samedi 24 janvier 1243, prêtèrent serment au Roi de s'élever contre les entreprises du vicomte de Narbonne (Almeric Ier) et ses héritiers, et de conserver fidèlement les domaines de S.M. Il reçut du roi Saint-Louis, au mois de juillet 1245, avec Arnauld et Raymond de Grave, ses frères, 60 livres de rente, assignées sur les lieux de Casilag, de Brousses, de Cayrolles, de Traussan et d'Azile-le-Petit, et ce prince lui restitua la moitié de la ville de Peyriac, confisquée sur son aïeul, en récompense de ses services et de son dévouement à la cause de la religion.

### La période révolutionnaire
Le 29 janvier 1790, les autorités révolutionnaires créent le département de Carcassonne (futur département de l'Aude). Ce nouveau département est subdivisé en districts et cantons.
Le 21 novembre 1792 la commune de Brousses demande à être réunie au Villaret plutôt qu'à Fraïsse. La mésintelligence qui règne alors entre les habitants de Brousses et de Fraïsse conduit le conseil du département de l'Aude à accéder cette demande. Les hameaux de Brousses et du Villaret sont donc réunis en une seule commune qui est affectée au canton de Montolieu district de Carcassonne. Pendant quelques années les institutions départementales sont soumises à de nombreux changements : le 10 octobre 1795, les districts sont supprimés, remplacés par les arrondissements. Les cantons sont modifiés. En 1801, Brousses et Villaret appartient à l'arrondissement de Carcassonne, canton de Saissac.

### XXeetXXIesiècles
En 2001, la commune adhère à la communauté de communes du Cabardès Montagne Noire. Au 1er janvier 2016, à la création des nouveaux cantons, elle est rattachée au canton de "la Malpère à la Montagne Noire" (ex-canton de Montréal), par décret pris le 24 décembre 2015.

## Politique et administration

### Découpage territorial
La commune de Brousses-et-Villaret est membre de la communauté de communes de la Montagne noire, un établissement public de coopération intercommunale (EPCI) à fiscalité propre créé le 1er janvier 2014 dont le siège est à Les Ilhes. Ce dernier est par ailleurs membre d'autres groupements intercommunaux.
Sur le plan administratif, elle est rattachée à l'arrondissement de Carcassonne, au département de l'Aude, en tant que circonscription administrative de l'État, et à la région Occitanie.
Sur le plan électoral, elle dépend du canton de la Malepère à la Montagne Noire pour l'élection des conseillers départementaux, depuis le redécoupage cantonal de 2014 entré en vigueur en 2015, et de la troisième circonscription de l'Aude  pour les élections législatives, depuis le redécoupage électoral de 1986.

### Administration municipale et tendances politiques
Le conseil municipal est composé de onze membres. Comme dans beaucoup de villages de moins de 2 500 habitants, les candidats se présentent aux suffrages sans revendiquer d'affiliation à un quelconque parti politique.

### Budget communal
Source ministère de Économie, site des impôts : "les comptes de la commune"

#### Budget 2020
|                             | Montant en milliers d'euros | Montant par habitant en € | Moyenne villages de 250 à 500 hab. en € par hab. |
| --------------------------- | --------------------------- | ------------------------- | ------------------------------------------------ |
| Produit de fonctionnement   | 329                         | 941                       | 881                                              |
| Charges de fonctionnement   | 228                         | 653                       | 658                                              |
| Résultat comptable          | 101                         | 289                       | 224                                              |
| Ressources d'investissement | 338                         | 968                       | 444                                              |
| Emplois d'investissement    | 264                         | 757                       | 436                                              |
| Capacité d'autofinancement  | 102                         | 291                       | 235                                              |
| Fonds de roulement          | 162                         | 464                       | 997                                              |
| Encours de la dette         | 240                         | 688                       | 621                                              |

#### Produit de fonctionnement 2020
|                                      | Montant en milliers d'euros | Montant par habitant en € | Moyenne par hab. villages de 250 à 500 hab. en €. |
| ------------------------------------ | --------------------------- | ------------------------- | ------------------------------------------------- |
| Total des produits de fonctionnement | 329                         | 941                       | 881                                               |
| Impôts locaux                        | 118                         | 337                       | 375                                               |
| Autres impôts et taxes               | 33                          | 96                        | 64                                                |
| Dotation globale de fonctionnement   | 105                         | 301                       | 185                                               |
| Vente de produits et services        | 17                          | 49                        | 53                                                |

#### Charges de fonctionnement 2020
|                                     | Montant en milliers d'euros | Montant par habitant en € | Moyenne par hab. villages de 250 à 500 hab. en € |
| ----------------------------------- | --------------------------- | ------------------------- | ------------------------------------------------ |
| Total des charges de fonctionnement | 228                         | 653                       | 658                                              |
| Charges de personnel                | 94                          | 268                       | 223                                              |
| Achats et charges externes          | 78                          | 224                       | 204                                              |
| Dépenses de contingents             | 22                          | 63                        | 80                                               |
| Charges financières                 | 9                           | 24                        | 16                                               |
| Subventions versées                 | 2                           | 6                         | 33                                               |

#### Ressources d'investissement 2020
|                                       | Montant milliers d'euros | Montant par habitant en € | Moyenne par hab. villages de 250 à 500 hab. en € |
| ------------------------------------- | ------------------------ | ------------------------- | ------------------------------------------------ |
| Total des ressources d'investissement | 338                      | 968                       | 444                                              |
| Emprunt bancaires et dettes           | 0                        | 0                         | 77                                               |
| Subventions reçues                    | 157                      | 449                       | 98                                               |
| Fonds de compensation pour la TVA     | 55                       | 157                       | 42                                               |
| Retour de biens affectés ou concédés  | 0                        | 0                         | 0                                                |

#### Emplois d'investissement 2020
|                                        | Montant en milliers d'euros | Montant par habitant en € | Moyenne par hab. villages de 250 à 500 hab. en € |
| -------------------------------------- | --------------------------- | ------------------------- | ------------------------------------------------ |
| Total des emplois d'investissement     | 264                         | 757                       | 436                                              |
| Dépenses d'équipement                  | 247                         | 708                       | 329                                              |
| Remboursement d'emprunts et dettes     | 17                          | 49                        | 86                                               |
| Charges à répartir                     | 0                           | 0                         | 0                                                |
| Immobilisations affectées ou concédées | 0                           | 0                         | 0                                                |

### Encours de la dette 2020
|                     | Montant en milliers d'euros | Montant par habitant en € | Moyenne par hab. villages de 250 à 500 hab. en € |
| ------------------- | --------------------------- | ------------------------- | ------------------------------------------------ |
| Encours de la dette | 240                         | 688                       | 621                                              |
| Annuité de la dette | 26                          | 74                        | 101                                              |

#### Politique environnementale
Depuis  2018, la commune s'est engagée dans la démarche "Zéro Phyto". Cette politique est poursuivie en 2020. Pour améliorer la santé des habitants et la biodiversité du territoire, la commune a ainsi abandonné tous les traitements contre les parasites et les mousses à base de produits phytosanitaires, leur préférant le désherbage manuel ou thermique. Cela a été sanctionné en 2021 par l'obtention de la 3e grenouille.
La commune concours pour l'obtention du label "Terre Saine"
En 2021, la commune a participé au concours "Villes et Villages Fleuris" dans la catégorie des communes de 300 à 1000 habitants et à obtenu le 3e prix.
Un projet de plantation d'arbres fruitiers anciens a été réalisé en 2021 avec la plantation  de 13 arbres : cerisiers, pêchers, abricotiers, poiriers, pommiers et  pruniers.

### Jumelages
La commune n'est jumelée à aucune autre commune.

## Population et société

### Démographie
De 1793 à 1861, la population a quasiment doublé pour atteindre un maximum de 504 âmes. Cette période correspond en France à un niveau de population rural maximal (1850).
Pendant les cent années suivantes, jusqu'en 1962, le nombre d'habitants n'a cessé de baisser atteignant le nombre de 190 (le plus bas niveau des deux derniers siècles). La déflation de la démographie est parallèle à celle des autres régions françaises. L'exode rural a commencé avec l'industrialisation du pays puis, la crise agricole très grave (céréales, phylloxera) des années 1880 a accéléré le processus. La Grande Guerre, de 1914-18, a également joué un rôle prépondérant dans l'exode rural en confrontant les jeunes ruraux à des citadins.
Les droits progressivement obtenus par les ouvriers (semaine de 40 heures, congés payés) furent également vécus comme des injustices fortes par la population rurale, qui en était exclue poussant de nombreux jeunes à rejoindre les villes. Le vieillissement de la population et les problèmes de célibat qui en découlèrent firent baisser le taux de natalité.
Voici ci-dessous, l'évolution démographique de la ville de Brousses-et-Villaret classée par dates de recensement de 1793 à nos jours.
| 1793 | 1800 | 1806 | 1821 | 1831 | 1836 | 1841 | 1846 | 1851 |
| ---- | ---- | ---- | ---- | ---- | ---- | ---- | ---- | ---- |
| 267  | 316  | 295  | 323  | 316  | 387  | 443  | 470  | 495  |

| 1856 | 1861 | 1866 | 1872 | 1876 | 1881 | 1886 | 1891 | 1896 |
| ---- | ---- | ---- | ---- | ---- | ---- | ---- | ---- | ---- |
| 477  | 504  | 438  | 450  | 455  | 448  | 446  | 393  | 352  |

| 1901 | 1906 | 1911 | 1921 | 1926 | 1931 | 1936 | 1946 | 1954 |
| ---- | ---- | ---- | ---- | ---- | ---- | ---- | ---- | ---- |
| 324  | 330  | 343  | 272  | 280  | 269  | 261  | 266  | 232  |

| 1962 | 1968 | 1975 | 1982 | 1990 | 1999 | 2006 | 2008 | 2013 |
| ---- | ---- | ---- | ---- | ---- | ---- | ---- | ---- | ---- |
| 190  | 207  | 227  | 222  | 254  | 307  | 313  | 315  | 343  |

| 2018 | 2022 | - | - | - | - | - | - | - |
| ---- | ---- | - | - | - | - | - | - | - |
| 344  | 352  | - | - | - | - | - | - | - |

Depuis 1962, cette tendance s'est inversée et le niveau de population est revenu au niveau de 1800. Ce regain d'intérêt pour la campagne est dû en partie et conjointement à l'amélioration des moyens de transports, qui réduisent les temps de trajets, et au prix de l'immobilier qui pousse les citadins à investir en périphérie des villes. D'après l'Insee, l'exode rural s'est terminé en France autour de 1975. Depuis cette date, le solde migratoire campagne/ville s'est stabilisé, voire depuis le début des années 1990 s'est inversé.
En ce qui concerne l'évolution du solde démographique depuis 1962 voici quelques informations .
- La différence entre un solde naturel quasi nul,

|            | 2009 | 2010 | 2011 | 2012 | 2013 | 2014 | 2015 | 2016 | 2017 | 2018 | Moyenne annuelle |
| ---------- | ---- | ---- | ---- | ---- | ---- | ---- | ---- | ---- | ---- | ---- | ---------------- |
| Naissances | 3    | 1    | 3    | 3    | 2    | 4    | 1    | 2    | 1    | 2    | 2,2              |
| Décès      | 2    | 1    | 1    | 3    | 1    | 2    | 2    | 2    | 1    | 4    | 1,9              |
| Différence | +1   | 0    | +2   | 0    | +1   | +2   | -1   | 0    | 0    | -2   | +3               |

- et un solde migratoire positif (différence entre les arrivants et les partants) a produit un solde démographique de +113 habitants, qui a ramené la population pratiquement au niveau de 1800.

|                                          | 1968 / 1975 | 1975 / 1982 | 1982 / 1990 | 1990 / 1999 | 1999 / 2006 | 2006 / 2011 | 2011 / 2016 |
| ---------------------------------------- | ----------- | ----------- | ----------- | ----------- | ----------- | ----------- | ----------- |
| Solde Naturel en %                       | -0,3        | +0,1        | -0,2        | -0,2        | -0,5        | +0,2        | +0,2        |
| Solde migratoire en %                    | +1,6        | -0,4        | +1,9        | +2,3        | +0,7        | +0,5        | +0,9        |
| Variation annuelle de la population en % | +1,3        | -0,3        | +1,7        | +2,1        | +0,3        | +0,7        | +1,1        |
| Taux de natalité %                       | 12          | 8,2         | 8           | 8,8         | 6           | 8,8         | 7,8         |
| Taux de mortalité %                      | 14,6        | 7           | 10,1        | 10,4        | 10,6        | 6,9         | 5,4         |

- La population assez bien répartie dans les tranches d'âges est harmonieuse et préserve l'avenir sur le plan du solde naturel.

| 0 - 14ans | 15 - 29 ans | 30 - 44 ans | 45 - 59 ans | 60 - 74 ans | 75 - 89 ans | 90 ans et + |
| --------- | ----------- | ----------- | ----------- | ----------- | ----------- | ----------- |
| 52        | 29          | 58          | 71          | 91          | 38          | 5           |
| 14,8 %    | 8,2 %       | 16,5 %      | 22,5 %      | 23,6 %      | 12,6 %      | 1,6 %       |

### Santé
La commune ne dispose d'aucun établissement hospitalier. Les plus proches se situent à Carcassonne (environ 20 km). Aucun médecin n'est installé dans la commune, mais quelques-uns sont installés dans les villages voisins.

### Associations
Plusieurs associations sont domiciliées dans la commune :
- l'Association Communale de Chasse Agréée (ACCA) ;
- l'Association de Sauvegarde des Églises de Brousses et Villaret;
- l'Association Rurale Culture et Loisirs ;
- l'Association SAFARI qui organise le marché du mardi[41] ;
- Le Comité des Fêtes ;
- Le Moulin à Papier de Brousses ;
- Environnement, Territoires et Paysages ;
- Les Amis du Béal ;
- Les Amis du Mazet ;
- O ZARDIN.

### Sports
La 15e étape du Tour de France 2022 traversa la commune.

### Enseignement
La commune disposait à Brousses, au-dessus de la mairie, d'une école primaire organisée en classe unique. Le mardi 18 octobre 2008, une commission de sécurité, mandatée d'urgence par la préfecture de l'Aude, a demandé la fermeture immédiate et sans appel du bâtiment mairie-école car celui-ci ne répondant plus aux normes de sécurité, a été jugé dangereux. Les 24 enfants scolarisés ont été rattachés au regroupement pédagogique intercommunal (RPI) du village voisin de Saint-Denis.

## Économie

### Revenus
En 2018, la commune compte 146 ménages fiscaux, regroupant 318 personnes. La médiane du revenu disponible par unité de consommation est de 19 450 € (19 240 € dans le département).

### Emploi
|                | 2008   | 2013   | 2018   |
| -------------- | ------ | ------ | ------ |
| Commune        | 10,2 % | 14,6 % | 16,7 % |
| Département    | 10,2 % | 12,8 % | 12,6 % |
| France entière | 8,3 %  | 10 %   | 10 %   |

En 2018, la population âgée de 15 à 64 ans s'élève à 198 personnes, parmi lesquelles on compte 71,2 % d'actifs (54,5 % ayant un emploi et 16,7 % de chômeurs) et 28,8 % d'inactifs,. Depuis 2008, le taux de chômage communal (au sens du recensement) des 15-64 ans est supérieur à celui de la France et du département.
La commune fait partie de la couronne de l'aire d'attraction de Carcassonne, du fait qu'au moins 15 % des actifs travaillent dans le pôle,. Elle compte 31 emplois en 2018, contre 34 en 2013 et 43 en 2008. Le nombre d'actifs ayant un emploi résidant dans la commune est de 112, soit un indicateur de concentration d'emploi de 27,4 % et un taux d'activité parmi les 15 ans ou plus de 50 %.
Sur ces 112 actifs de 15 ans ou plus ayant un emploi, 21 travaillent dans la commune, soit 19 % des habitants. Pour se rendre au travail, 88,4 % des habitants utilisent un véhicule personnel ou de fonction à quatre roues, 2,7 % s'y rendent en deux-roues, à vélo ou à pied et 8,9 % n'ont pas besoin de transport (travail au domicile).

### Activités hors agriculture

#### Histoire
Les premières activités industrielles de la Montagne Noire, liées à l'exploitation minière, commencent à l'époque romaine.
Mais c'est surtout entre le XVIIe siècle et le XIXe siècle que le pays connaît l'âge d'or industriel grâce à l'énergie hydraulique qui actionne de nombreux moulins.
À la fin du XVIIe siècle, Colbert fonde les Manufactures Royales de draps du Languedoc. Deux sont créées sur la Dure, l'une à Montolieu ouvre le 12 janvier 1734, l'autre à Cuxac-Cabardès au domaine de la Bonde, elle a fonctionné de 1694 à 1885.
En 1698, la famille Polère, originaire de Provence, crée le premier moulin papetier de Brousses, dont les descendants furent les premiers maires de la commune. Les familles Gailhardon, Journet et Chaïla la suivirent. Les papeteries fournissaient le papier d'emballage aux manufactures royales de draps qui expédiaient leurs tissus au Levant.
En 1845, Brousses compte onze moulins en activité. Le moulin de Cambou, sur la Dure au nord de Brousses, est le dernier moulin papetier en activité en Languedoc-Roussillon, il est devenu un lieu de découverte, d'initiation, de création et de production artisanale.
En 1989, une carrière d'extraction de granits a obtenu l'autorisation d'exploiter quelques gisements au nord de Brousses, mais elle a cessé rapidement d'exploiter par manque de rentabilité.

#### Situation contemporaine
Aujourd'hui, l'économie du village est essentiellement agricole : élevages d'ovins et de bovins ainsi que de faisans (faisanderie du Causse). La commune ne bénéficie d'aucun commerce ni service public. Il existe seulement une pralinerie : la  pralinerie du Mazet, ainsi que deux artisans maçons, un restaurant et un camping. Depuis 2006, un studio de graphisme spécialisé dans les étiquettes de vin, mené par Vanessa Yager s'est installé impasse de la Bergerie.
29 établissements sont implantés  à Brousses-et-Villaret au 31 décembre 2019. Le secteur de la construction est prépondérant sur la commune puisqu'il représente 27,6 % du nombre total d'établissements de la commune (8 sur les 29 entreprises implantées  à Brousses-et-Villaret), contre 14 % au niveau départemental.
La commune ne dispose d'aucun commerce de proximité. Depuis l'été 2020 la commune a créé un marché "le marché du jeudi" .
Restauration : Bar à vin et tapas, salon de thé.
Hébergement : Camping, gites, cabane en bois en pleine nature.

### Agriculture
|               | 1988 | 2000 | 2010 | 2020 |
| ------------- | ---- | ---- | ---- | ---- |
| Exploitations | 13   | 7    | 5    | 6    |
| SAU (ha)      | 587  | 551  | 514  | 420  |

La commune est dans la Montagne Noire, une petite région agricole occupant le nord-ouest du département de l'Aude. En 2020, l'orientation technico-économique de l'agriculture  sur la commune est l'élevage bovin, orientation mixte lait et viande. Six exploitations agricoles ayant leur siège dans la commune sont dénombrées lors du recensement agricole de 2020 (13 en 1988). La superficie agricole utilisée est de 420 ha,,.

## Culture locale et patrimoine

### Monuments religieux

#### Église Sainte-Marie-de-l'Assomption de Brousses

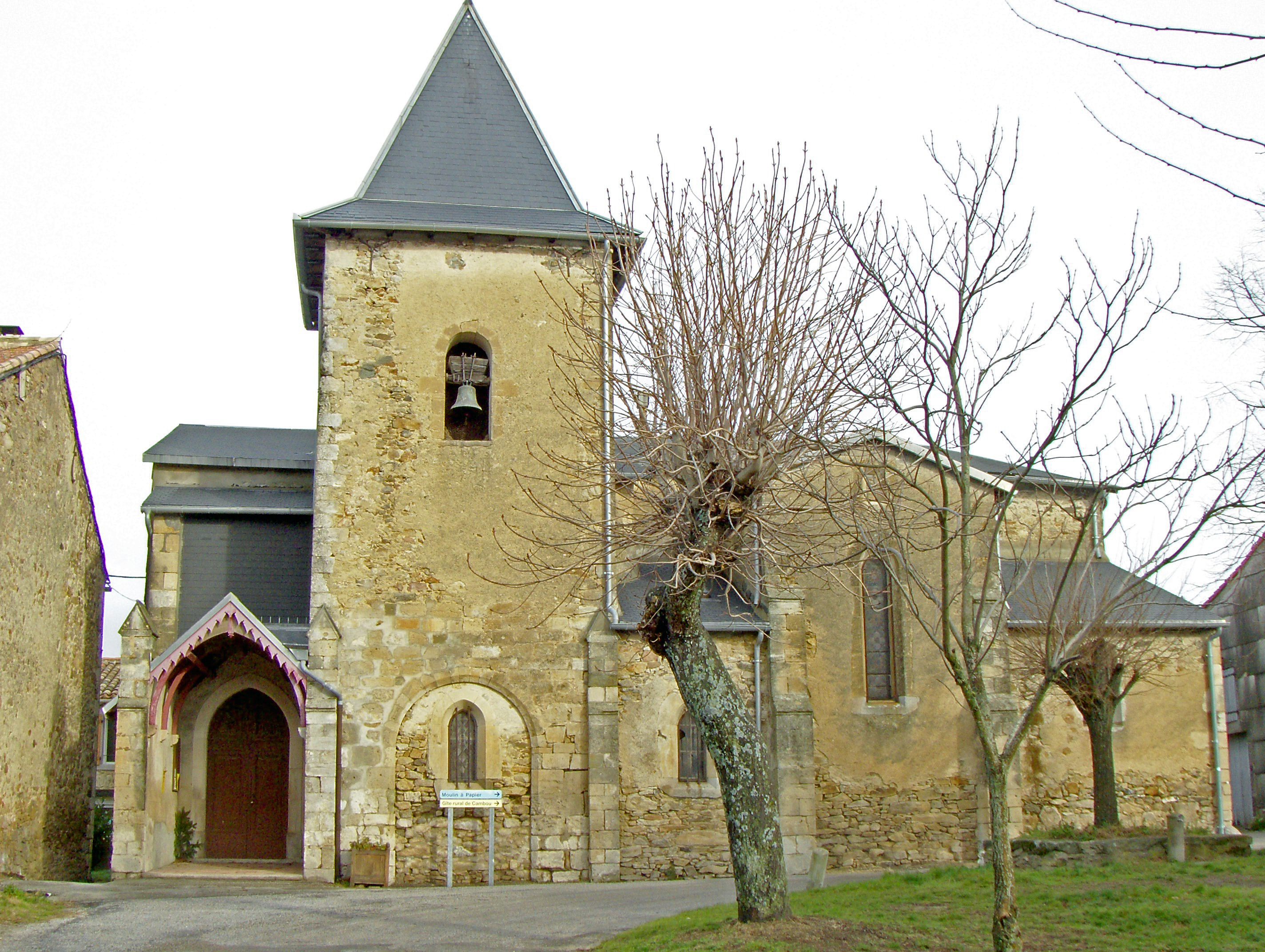
Église Sainte-Marie-de-l'Assomption de Brousses.

L'église paroissiale, dédiée à l'Assomption de la Vierge Marie, dont la plus ancienne mention date de 1249, se situait à 500 m au sud du village en direction de Fraïsse, dans un pré appelé "prat de l'église" (certainement le "pré de la croix " actuel). Du fait de sa proximité avec le chemin l'Estrade qui menait à Carcassonne, elle était aussi appelée Notre-Dame-de-Belle-Estrade. Au Moyen Âge, la paroisse comprenait le territoire de Fraisse-Cabardès qui ne possédait qu'une église rurale unie à la mense épiscopale portant le nom de Saint-Martin.
Une recherche du diocèse en date de 1641 signale l'existence de deux églises en 1617 : l'église paroissiale Notre-Dame ainsi qu'une autre église, munie d'un clocher dédiée à saint Antoine, bâtie dans le castrum disparu aujourd'hui.
L'église actuelle fut construite en 1763 et agrandie en 1874-1875. Les peintures intérieures datent de 1879, elles furent réalisées par François Ourtal, peintre carcassonnais. Une cloche d'un poids de 200 kg fut achetée en 1888 à M. Lévêque de Toulouse de la fonderie Louison créée en 1821 à Toulouse par Sosthène Louison.
Des travaux ont été réalisés par la suite :

1895 : réparation du toit du clocher,

1897 : réparation du porche,

1979 : réfection du clocher,

1980 ; reconstruction du clocher,

1998 : réfection du toit,

2002 : réfection de la toiture,

2005 : réfection du pluvial,

2009 : réfection des murs extérieurs, décapage des pierres et réfection des joints au mortier de chaux par l’entreprise Revel de Lacombe,

2012 : réfection de la toiture (suite de malfaçons lors de la réfection de 2002),

2021 : électrification et automatisation de la cloche.

#### La chapelle Saint-Étienne du Villaret
Cette chapelle, désaffectée, se situe dans le cimetière du Villaret. Elle était certainement le premier lieu de culte des habitants. D'origine romane, c'est une construction très pauvre, sans voûte avec une simple toiture. L'abside était légèrement arrondie. On remarque deux fenêtres romanes en forme de meurtrières évasées à l'intérieur.
Des travaux de réfection de la toiture et des murs furent réalisés en 1998.

#### Ancienne église paroissiale du Villaret

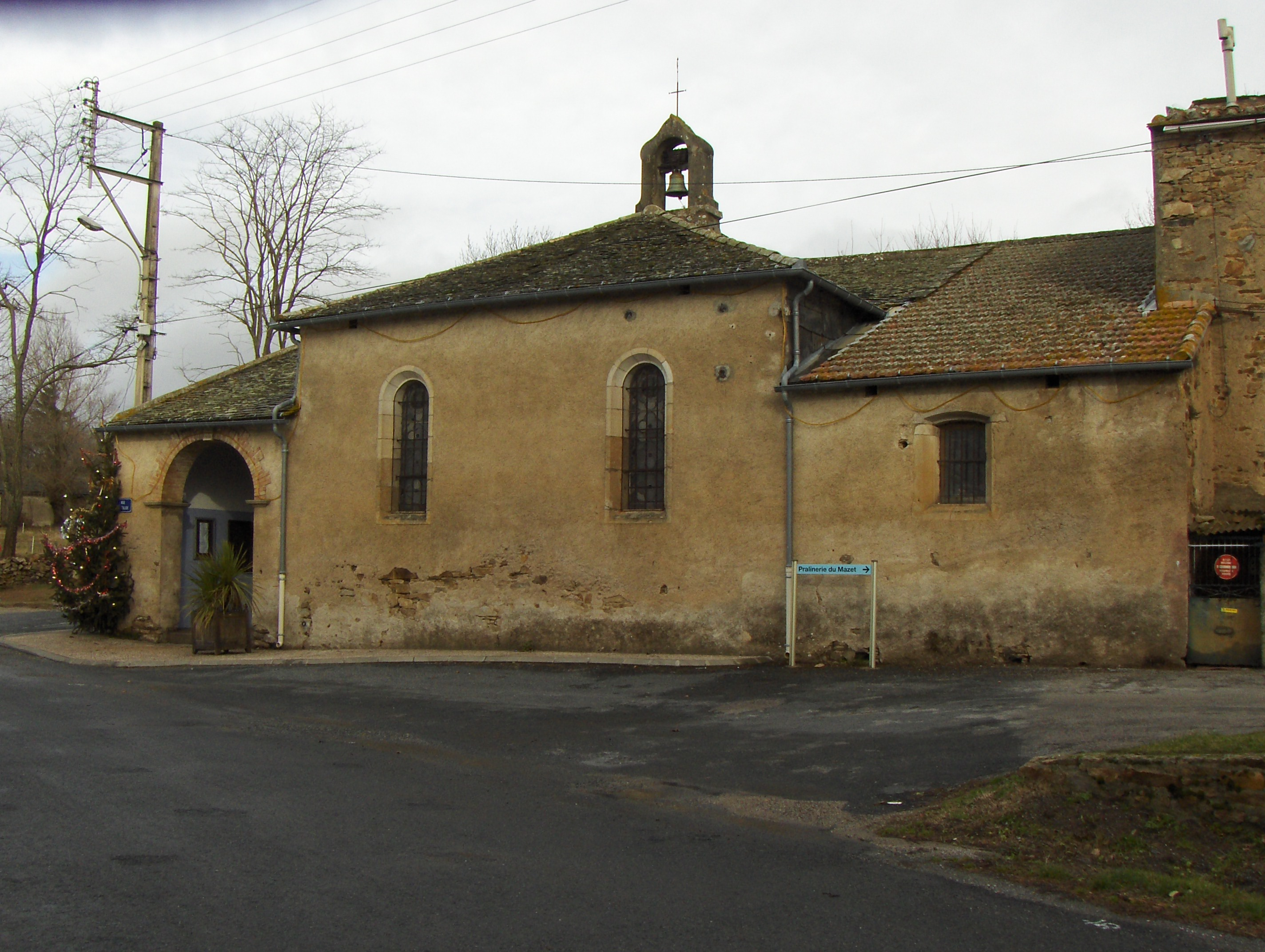
Église Saint-Étienne du Villaret.

L'église du Villaret dédiée à Saint Étienne fut paroissiale jusqu'en 1792, date à laquelle elle a perdu sa vocation paroissiale lorsque les deux villages ont été réunis.
Chronologie: 1615: construction de l’église à son emplacement actuel, bâtie à l’emplacement de l’ancien prieuré de 1249, 1759: L’église actuelle est citée par le vicaire perpétuel de l’époque qui écrit « l’église sous l’invocation de saint Etienne est bâtie sur les fondements et avec les ruines de l’ancien prieuré », 1785 : construction de la maison presbytérale du Villaret « aux fraix des habitans ». Par la suite des travaux furent entrepris : 1854-1856 : réparation de la sacristie, 1882 : établissement d’un lambris, 1900: restauration de la toiture et de la charpente, 2001: travaux d’électricité, 2004 : réfection de la toiture, 2013-2014 : réfection de la toiture, mise aux normes de l’électricité et désamiantage des soubassements avec le concours de la fondation du patrimoine, 2021 : électrification et automatisation de la cloche.

#### Les calvaires
De nombreux calvaires parsèment le territoire de la commune. Deux d'entre eux, mentionnés sur les cartes, n'ont pu être retrouvés. Il s'agit de celui censé se trouver à l'entrée Est du Villaret sur le CD 103 et de celui qui est mentionné à l'entrée de la Bouriette à Brousses…

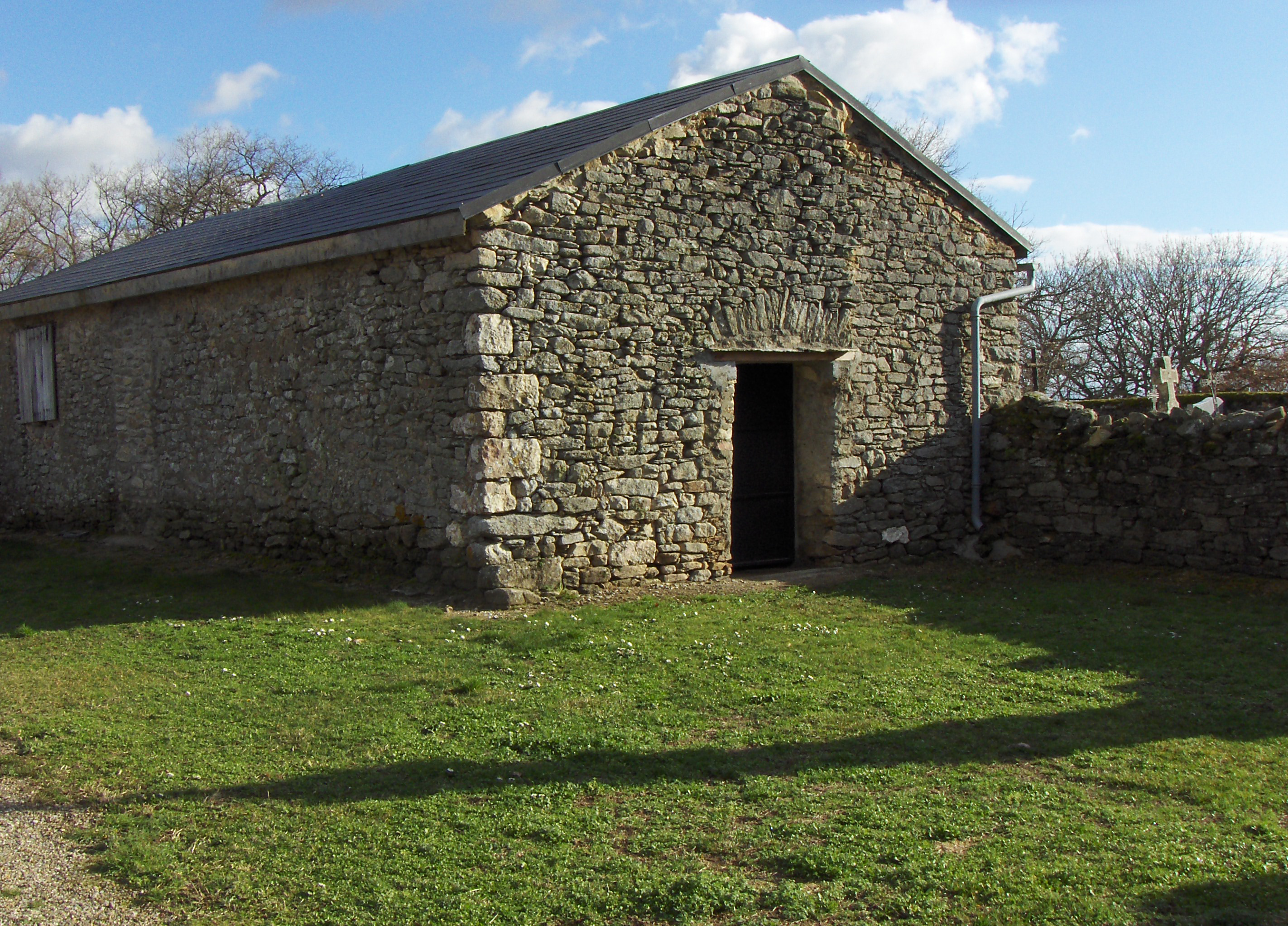
Ancienne chapelle Saint-Étienne dans le cimetière du Villaret.
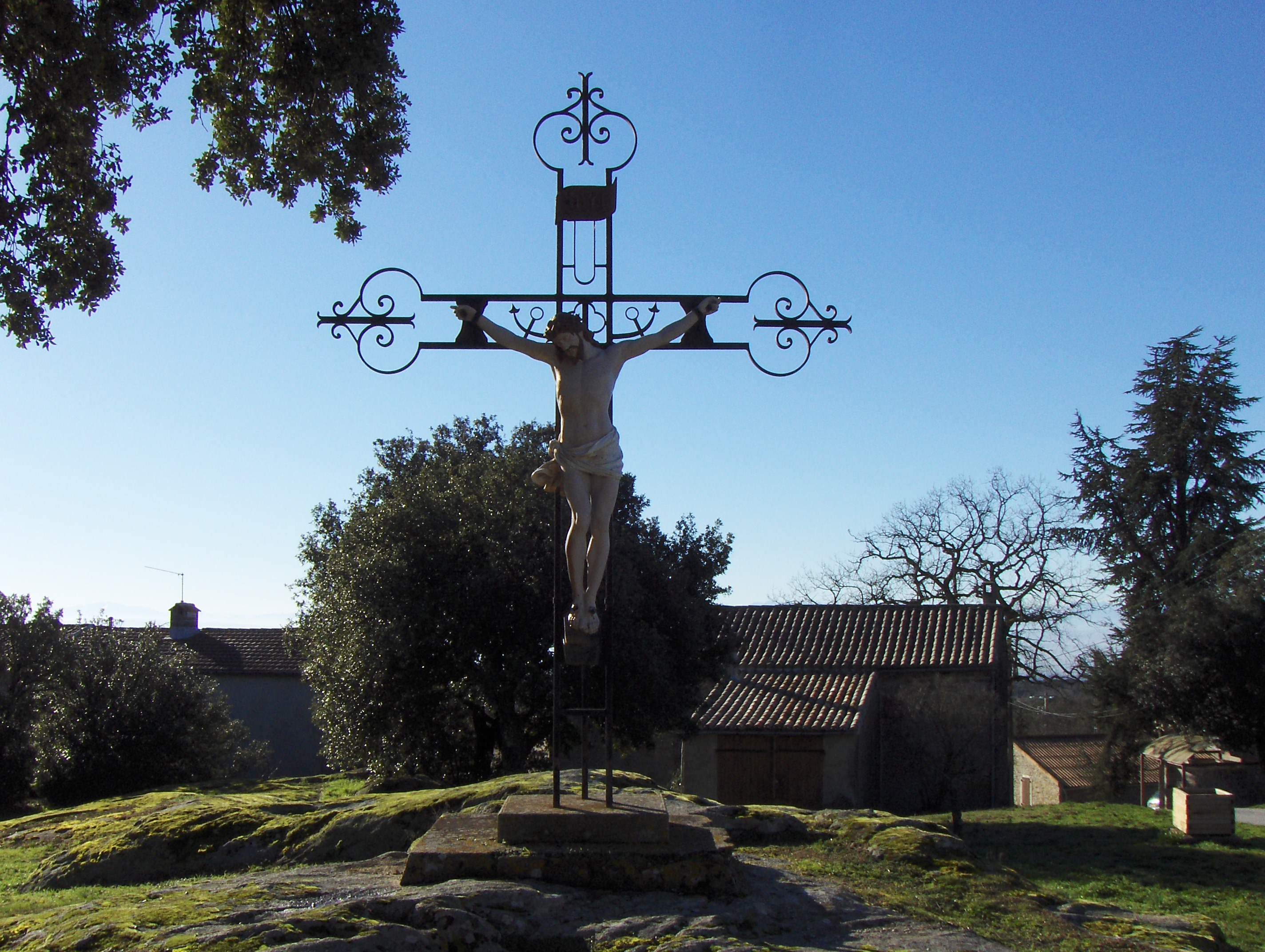
Calvaire au centre de Brousses (sans inscription).
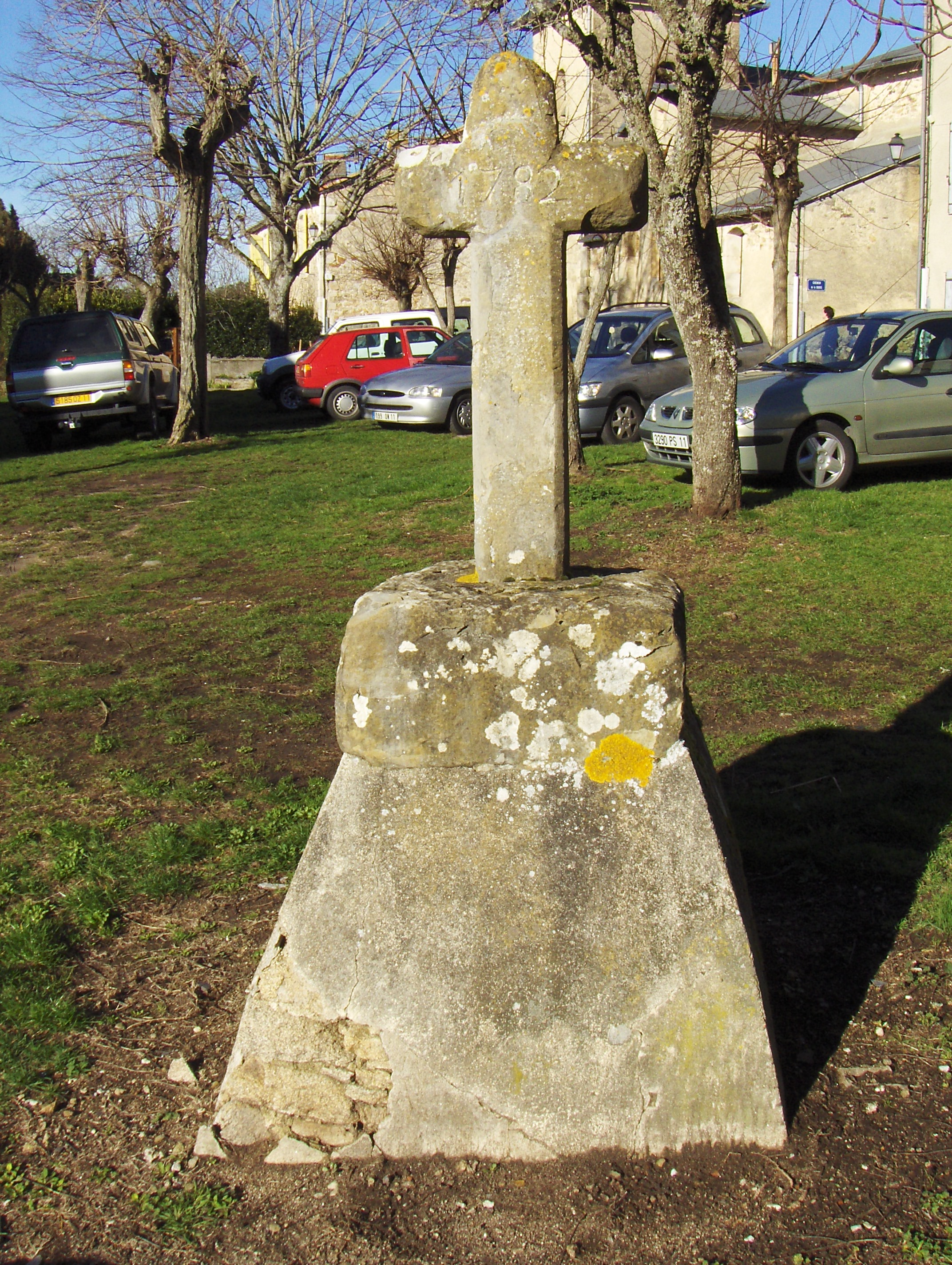
Calvaire mairie de Brousses daté de 1782.

Depuis avril 2010, l'Association de sauvegarde des églises de Brousses-et-Villaret œuvre, avec les municipalités successives, pour la restauration des églises et chapelles de la commune. Au cours de l'année 2013, l'Association a participé, avec le concours de la Fondation du Patrimoine, au financement de la réfection de la toiture de l'église Saint-Étienne du Villaret. En 2021, grâce à elle, cette église qui était devenue un lieu de stockage, a pu être rouverte au public.
La municipalité élue en 2020 a le projet, toujours avec le concours de l'association, de restaurer ces églises, qui sont très endommagées par des infiltrations d'eau, dues aux pluies exceptionnelles que la région subit depuis 2018. la première étape sera dès que les fonds nécessaires auront été recueillis, de faire réaliser pour chacune un diagnostic architectural. Celui-ci permettra de faire réaliser les plans des bâtiments(il n'en existe pas de suffisamment précis), définir les travaux nécessaires et leur priorité ainsi que d'en estimer le coût. Afin de définir un plan pluriannuel de restauration.

### Monuments civils

#### Monument aux morts

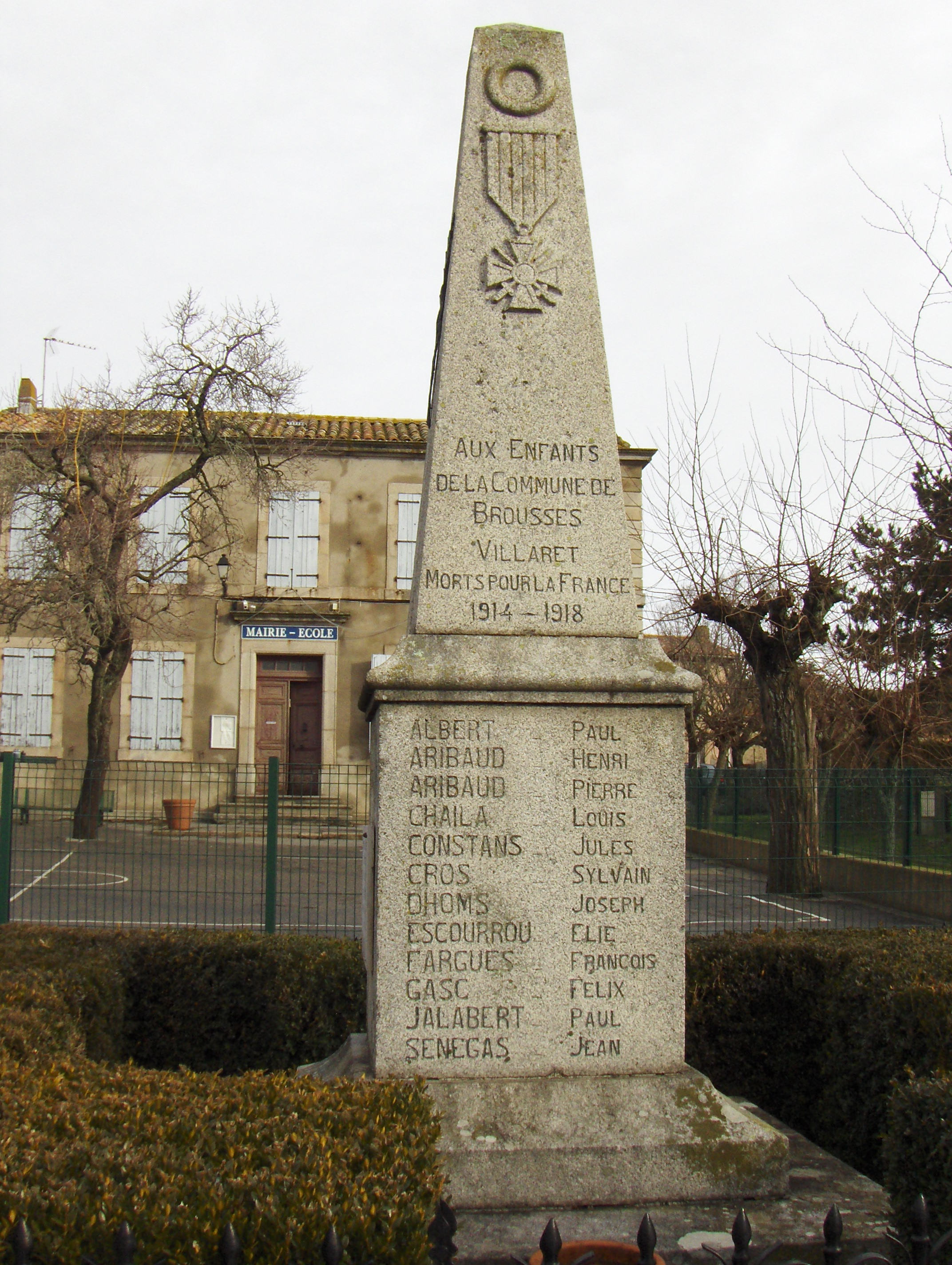
Le monument aux morts.

Sur le monument aux morts de la commune situé face à la mairie à Brousses sont gravés les noms des soldats du village morts au service des armes de la France pendant la guerre de 1914-1918.

#### Le moulin à papier
En 1674, le versant sud de la montagne Noire figurait parmi les centres papetiers les plus célèbres de la province du Languedoc.
En 1845, Brousses comptait une dizaine de moulins en activité.
Situé au fond de la vallée de la Dure, au milieu d'énormes blocs de granit, entre châtaigniers et chênes verts, le moulin à papier de Brousses est le seul et le dernier en activité du Languedoc.
Vestige de la riche activité papetière de Brousses née à la fin du XVIIe siècle, il perpétue depuis sept générations la tradition du papier fait à la main.
Le moulin à papier de Brousses est ouvert au public 363 jours par an et propose des visites commentées ainsi que des manifestations culturelles.

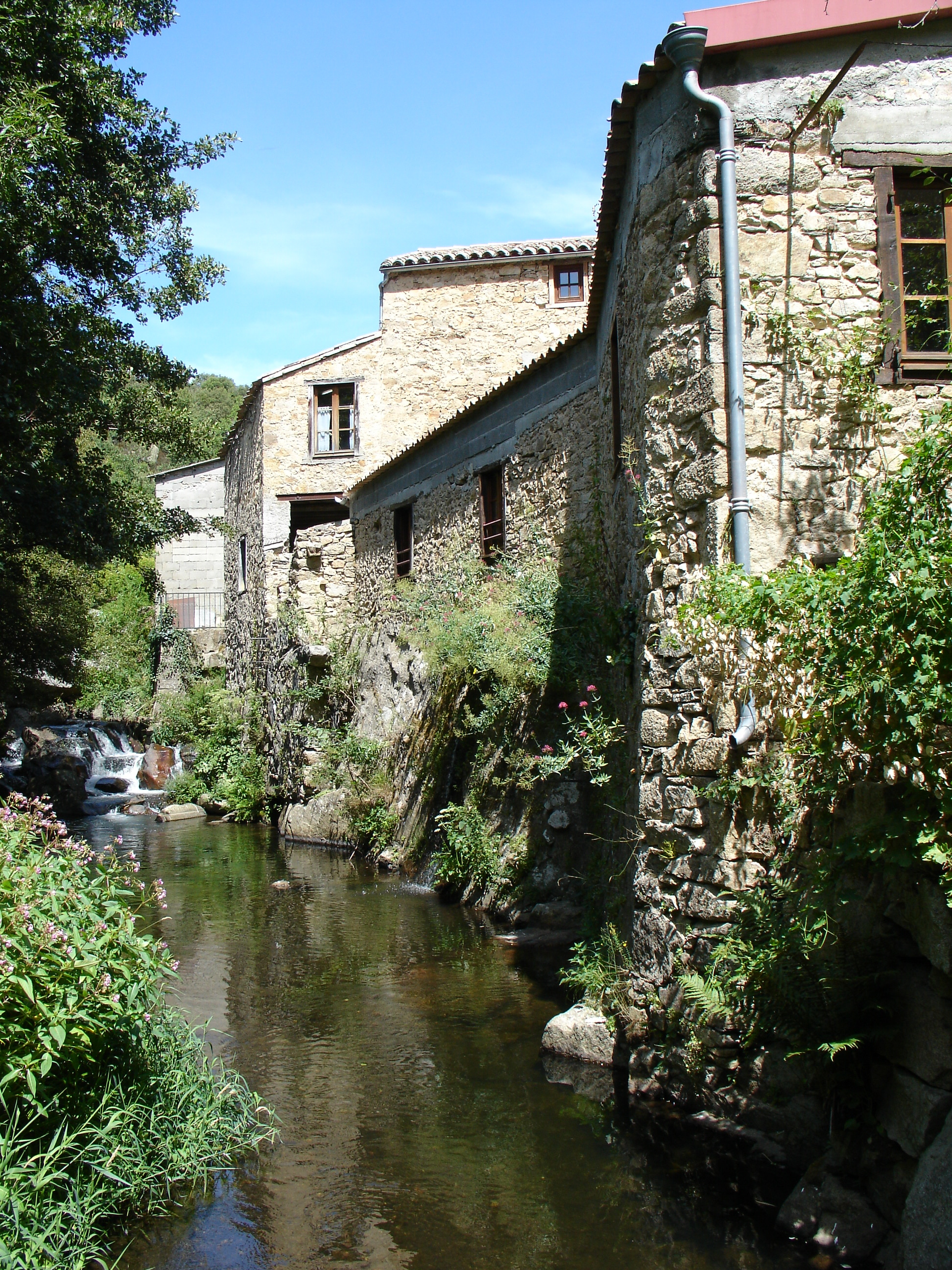
Vue du moulin à papier de Brousses.
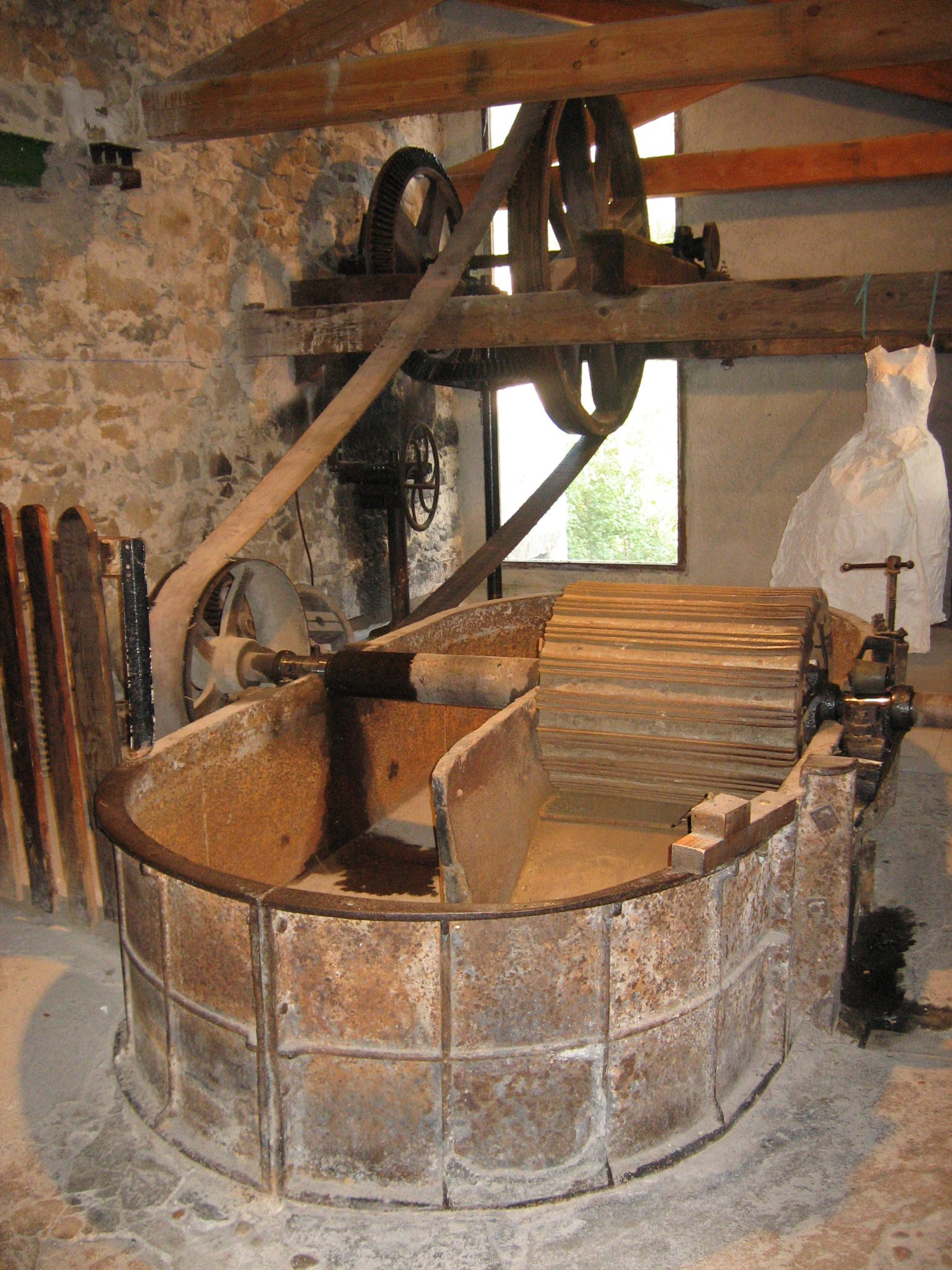
Vue papeterie : la Pile hollandaise.
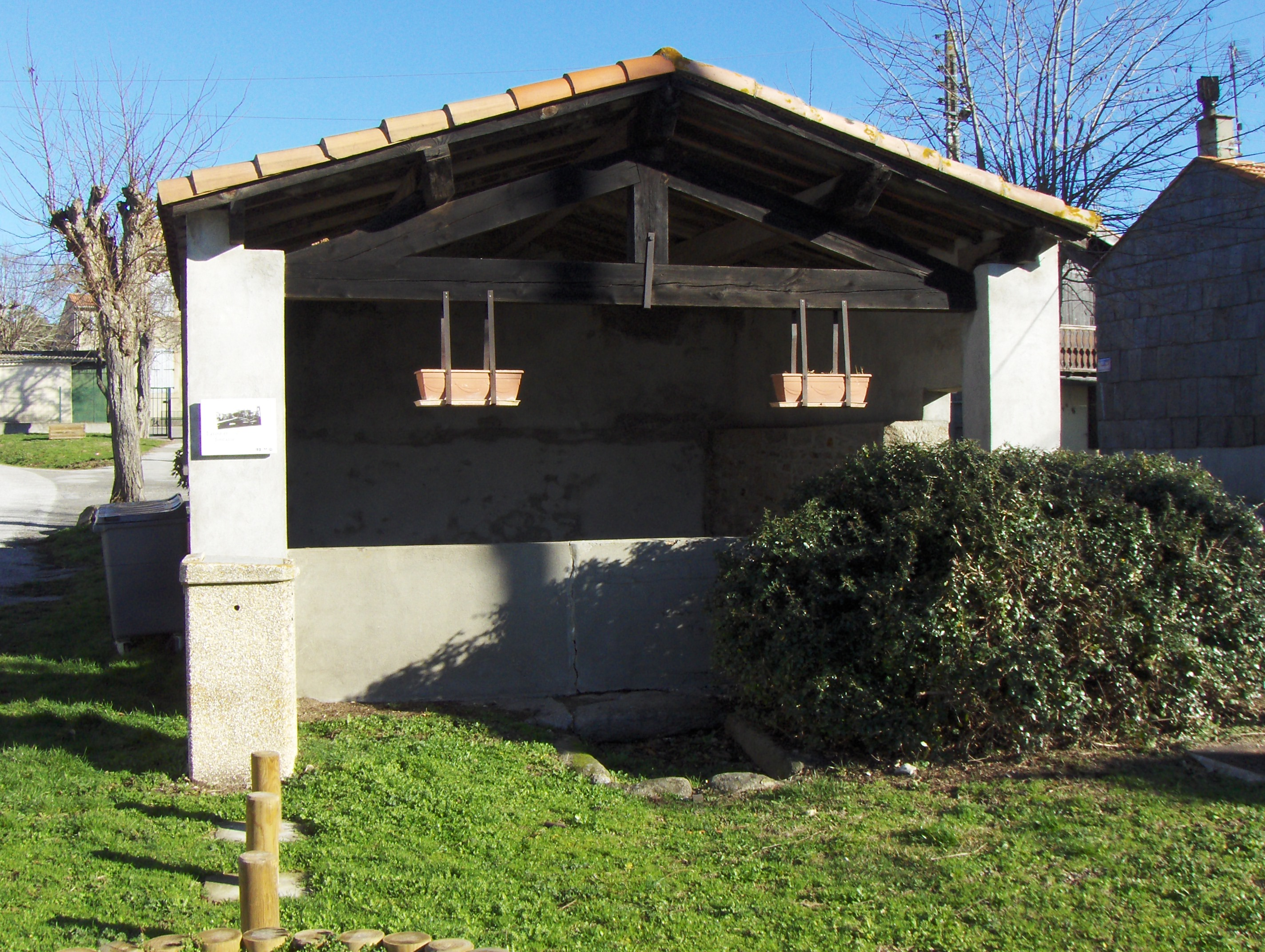
Le lavoir de Brousses.
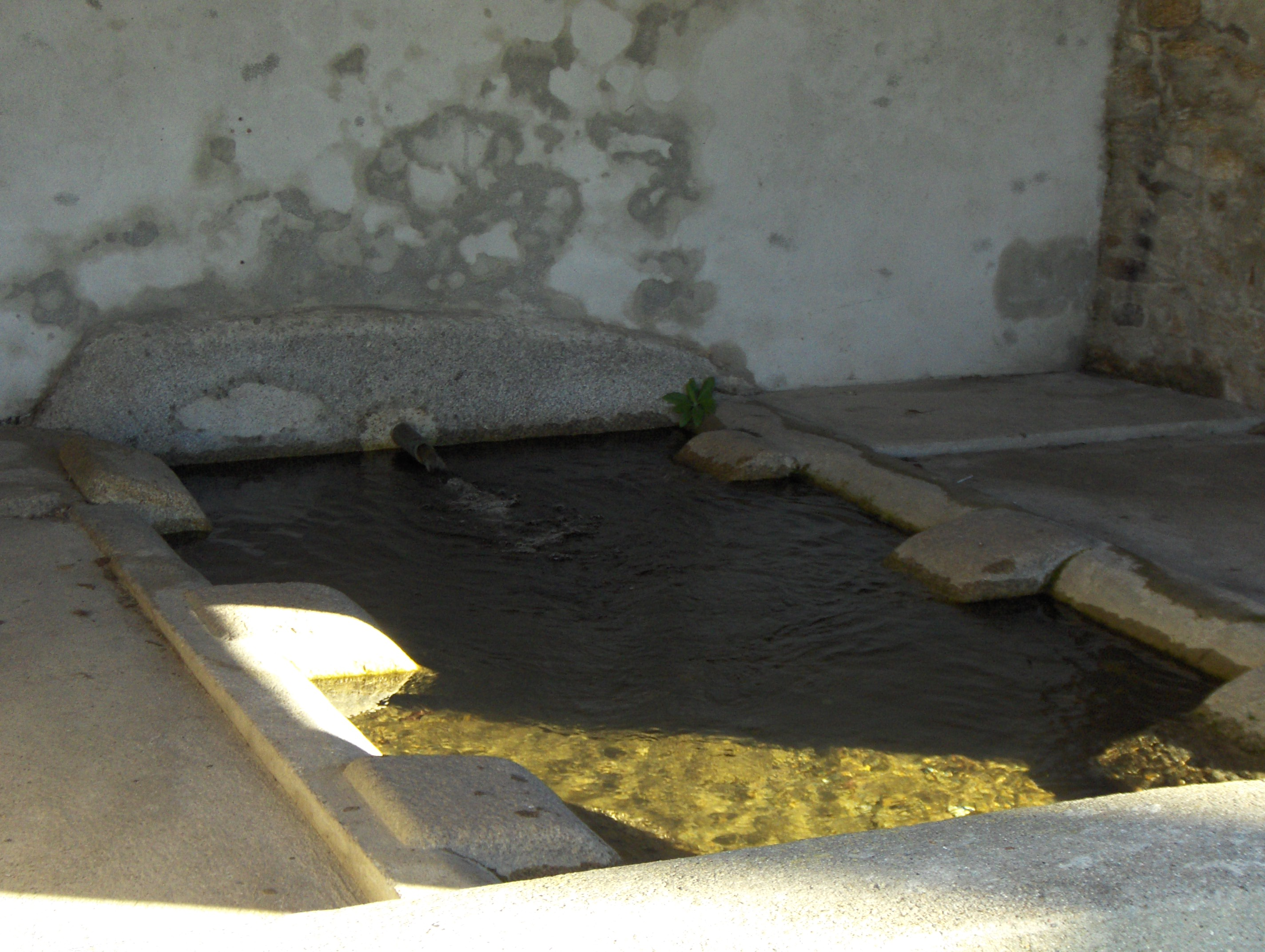
Les emplacements de lavage.

#### Le lavoir de Brousses
En 1822, les habitants de Brousses ne disposent que d'une fontaine. C'est en 1845 que la municipalité fait construire le lavoir qui fut couvert dans la moitié du XXe siècle.
Il possède un aménagement rare : les emplacements de lavage sont matérialisés par de belles dalles de granit.
Les lavandières étaient les maîtresses du lavoir, seuls les enfants en bas âge y étaient admis. Les hommes n'y sont tolérés que pour amener le linge ou lorsqu'ils viennent faire boire le bétail à l'abreuvoir contigu.

#### La fontaine de Brousses

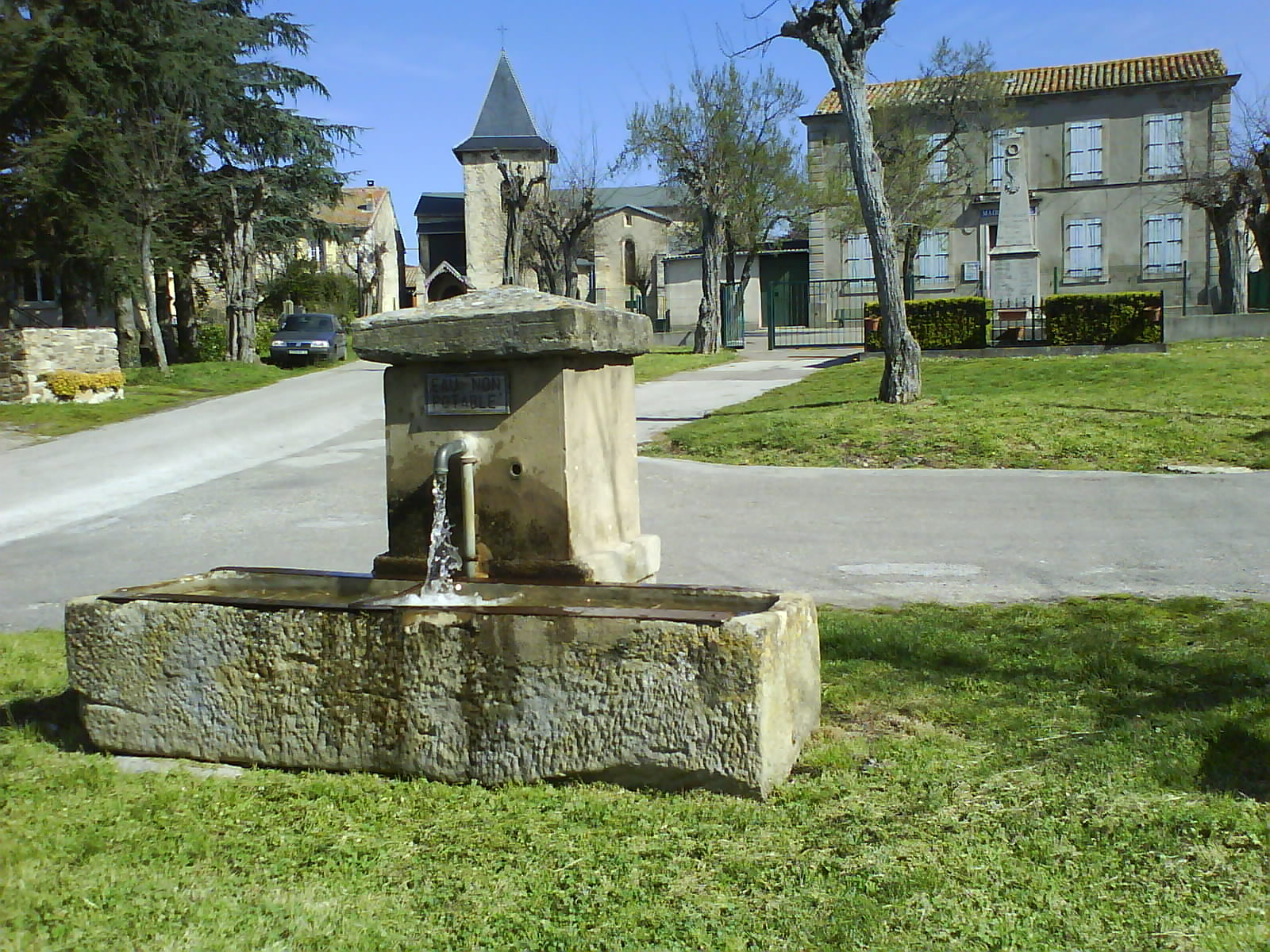
La fontaine de Brousses.

Aujourd'hui la fontaine fonctionne en circuit fermé et son eau n'est pas potable.

#### Rochers de granite
Communs dans les massifs granitiques du Massif central, de nombreux blocs chaotiques à débit en boule parsèment la campagne rappelant les paysages du Sidobre voisin. Ils résultent d'un phénomène de décomposition des roches (arénisation), favorisé le long des fissures (diaclases).

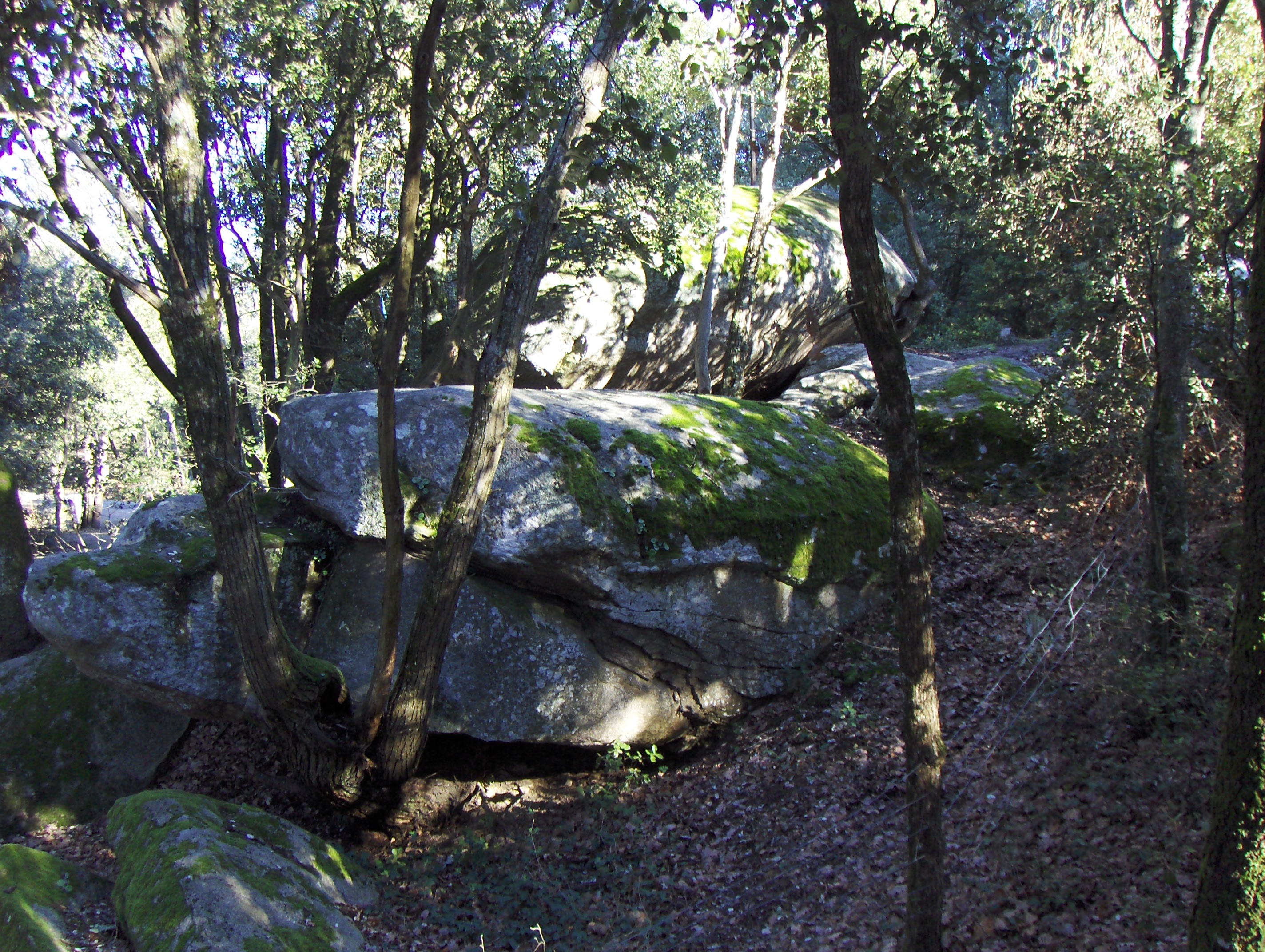
Sur le chemin de Cambou.
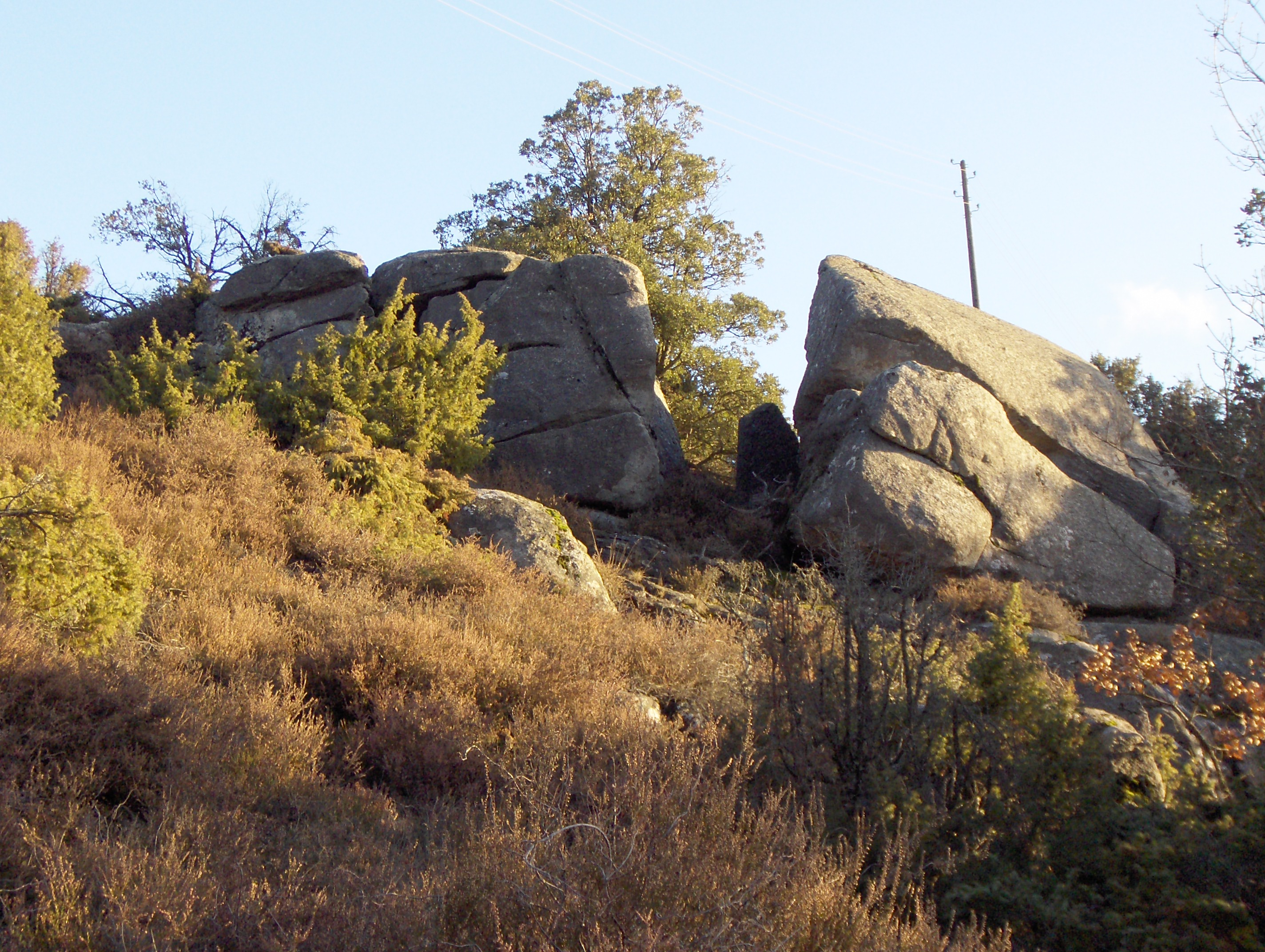
Au nord de Brousses.
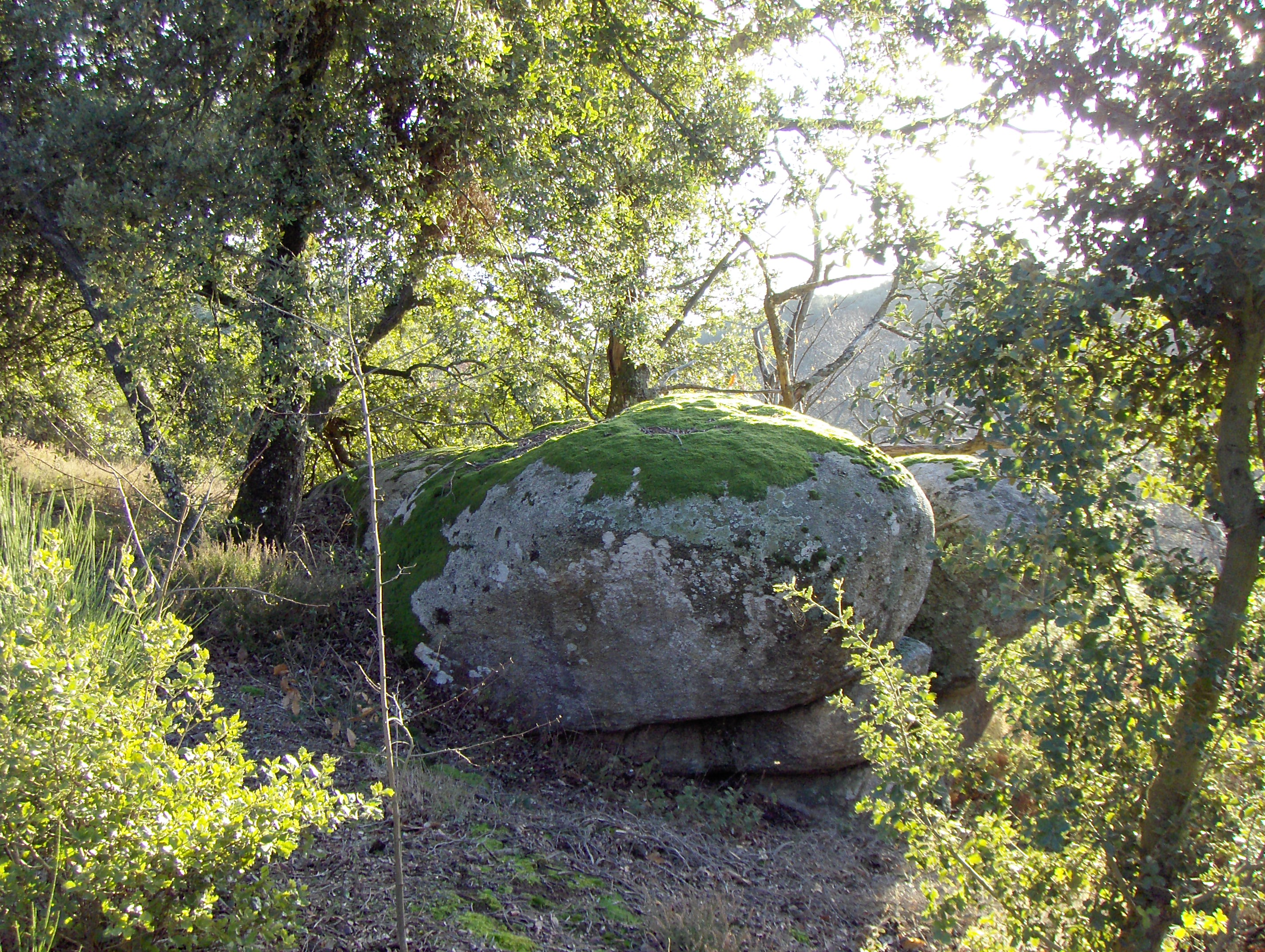
Au nord de Brousses.
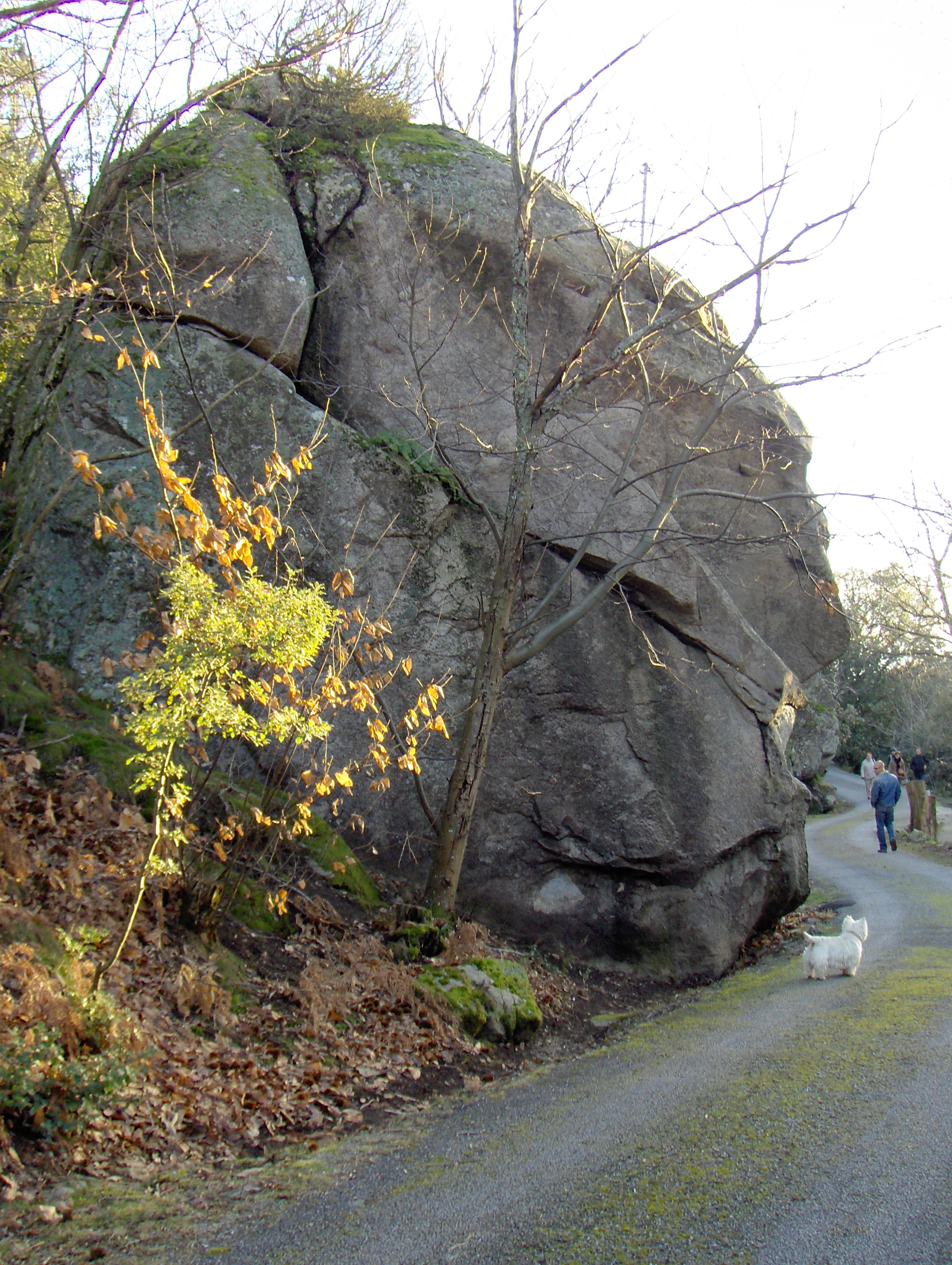
Sur le chemin du moulin à papier.

#### Le castrum de Brossis
Le castrum de Brousses est mentionné par l'abbé Antoine Auguste Sabarthès en date de 1270 dans son dictionnaire topographique de l'Aude (édition de 1912).
Une ruine se situe en effet au nord-ouest de Brousses dans un bois au-dessus de la Fabrique. Il se peut que ce soit les vestiges du Castrum. D'après les anciens du village, les pierres auraient servi à la construction de la Cité de Carcassonne.

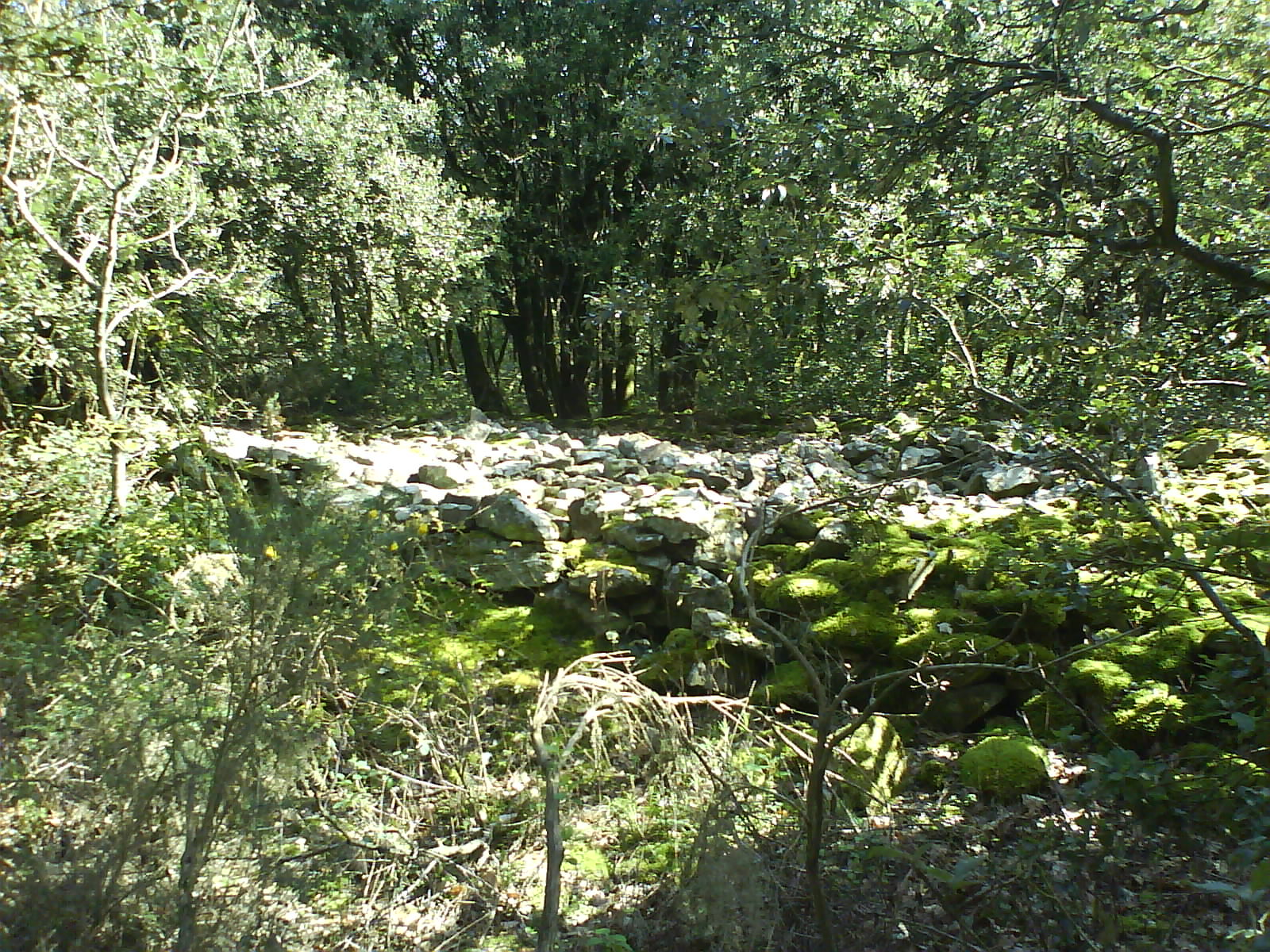
Ruines supposées du Castrum.
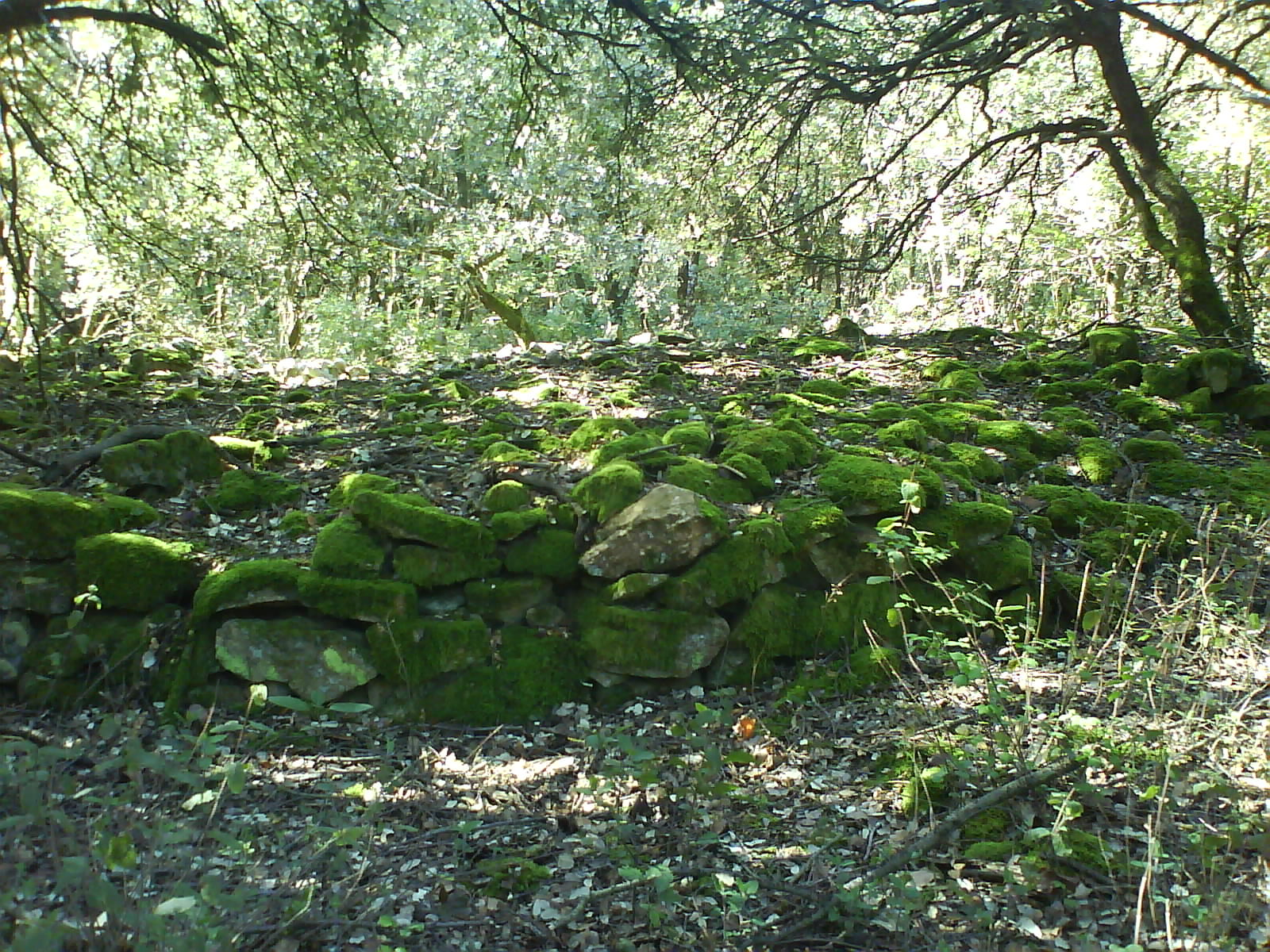
Ruines supposées du Castrum.

### Héraldique
Blasons de la commune tels que décrits en 1696 par Charles d'Hozier, deux écus accolés :
| Brousses | Brousses, de sinople à la lettre capitale B d'argent. | le Villaret | Le Villaret, d'argent à un trèfle de gueules. |